# マクドナルド
マクドナルド（英: McDonald's）は、アメリカ合衆国イリノイ州シカゴに本社を置くファーストフードチェーンストアおよびその登録商標である。
世界的に展開するファーストフードチェーンで、ハンバーガー店の代名詞でもある。本記事のMcDonald'sの日本語転写は公式にライセンスを取得した日本マクドナルドが定めている「マクドナルド」に準ずる。

## 概要

国別の初出店年度

ハンバーガーを主力商品として、世界規模で展開するファーストフードチェーン店である。
世界の店舗総数は3万5429店（2013年末時点）。店舗数の分類別順位において、ファーストフードを含む外食産業でマクドナルドは、「サブウェイ」に次ぐ、世界第2位。チェーンストアではコンビニエンスストア最大手の「セブン-イレブン」に次ぐ世界第2位 である。世界の販売量は年間15億食に及ぶ。
しかし、アメリカの食堂専門雑誌による2002年調査によると、マクドナルドの順位は「バーガーキング」と「ホワイト・キャッスル」より下で、食品品質に関してはマクドナルドのハンバーガーの品質は第15位だった。品質が悪いという情報は人々に知れ渡り、市場調査会社によればマクドナルドのシェアは5年で3%低下し2000年代の調査で15.2%となった。それに対して健康的であることを重視し、実際にそうした食材にこだわりそれを宣伝でも前面に出したサンドイッチチェーンの「サブウェイ」のほうが、全米で第1位のシェアを得た。
アメリカ合衆国本国では「マクドナルドコーポレーション」が運営している。アメリカでは2000年代後半において、ドライブスルー店舗が売上の65%を占めるほど自動車で購入する者が重要な顧客層となっており、低価格を武器に展開している部分もあるためそれを好む者や低所得者も重要な顧客層となっているが、それ以外にも「スターバックス」を好むような層で構成された上流の市場を狙い、それに見合った内容を提供している。
ハンバーガーチェーンだけではなくアロマカフェ（Aroma Cafe）、ボストン市場（Boston Market）、Chipotle Mexican Grill、ドナトスピザ（Donatos Pizza）、Pret A Manger などのチェーン店も展開している。2001年の年間売り上げは148億7000万米ドル、純利益16億4000万ドルだった。
日本では藤田田率いる日本マクドナルドが1990年代から2000年代前半まで価格破壊・低価格路線を主軸に運営していて経営内容が悪化したが、2000年代後半から方針を転換し、「価格帯の拡大」と「商品バリエーションの拡大」（具体的には、低価格の商品に加えて高価格帯の商品の投入、味重視の商品、ボリューム重視の商品、キャンペーン商品なども用意）を行ってメイン顧客層である家族連れ・子供や、その周辺ターゲットを囲うことで顧客層の幅を広げるなど幅広い客層を取り込む戦略に転換し、2000年代後半以降好調を維持している。
従業員と幹部社員のスキル向上を目的とするトレーニングを行う部署（施設）「ハンバーガー大学」を擁している。

### 各国における呼称

#### アメリカ合衆国
マクドナルドはアルファベットで「McDonald's」と表記され、国際音声記号（IPA）で表記すると [məkˈdɒnɫ̩dz]となり、英語での発音を片仮名に写すと「メクダーノズ」が近い（太文字の「ダー」の部分が強勢つまりアクセントが置かれ強く発音される。"l"は暗いLでカナ表記だと「ォ」または「ゥ」が近い）。
英語のスラングでは、マクドナルドのロゴマークであるゴールデンアーチに由来する "The Golden Arches"（ザ・ゴールデン・アーチズ）や、"Mickey D's"（ミッキー・ディーズ）と呼ばれることもある。
「McDonald's」は経営者の名前に「's」を足した構成、つまり「〇〇さんのお店」という意味であり、「McDonald's」は「マクドナルド兄弟の店」ということになる。「Mc（マク）」は、古ケルト語で息子（や子孫）という意味の表現であり、McDonaldは「ドナルドの息子」や（ドナルドの子孫）という意味の人名（家族名）である。

#### 日本

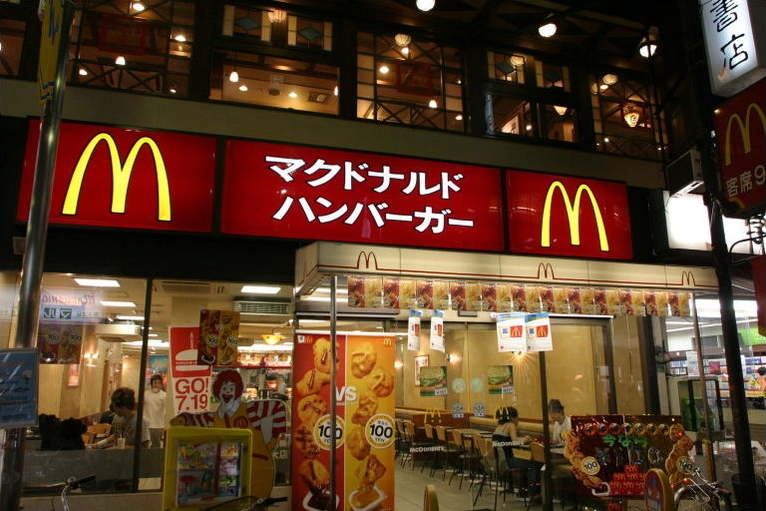
「マクドナルド ハンバーガー」表記の店舗看板（2004年）

日本においては、米国マクドナルド社からの正式のカタカナ転写は定められていないが、公式にライセンス契約をしている『日本マクドナルド株式会社』に準じて「マクドナルド」と表記されている。
略称や通称に関しては公式には定められていないが、全国的には「マック」が定着しているほか、近畿地方のみ「マクド」という略称でも呼ばれる傾向にある。

#### その他
フランス語では、発音が日本と同様になることに加えて、「マック」は「売春の仲買人」や「ポン引き」を意味する隠語になることから、「マクド」と略されている。
中国語では漢字で「麦当劳」（簡体字）、「麥當勞」（繁体字）と表記し、「マイタンラオ」（拼音：Màidāngláo）と発音する。

### ギャラリー

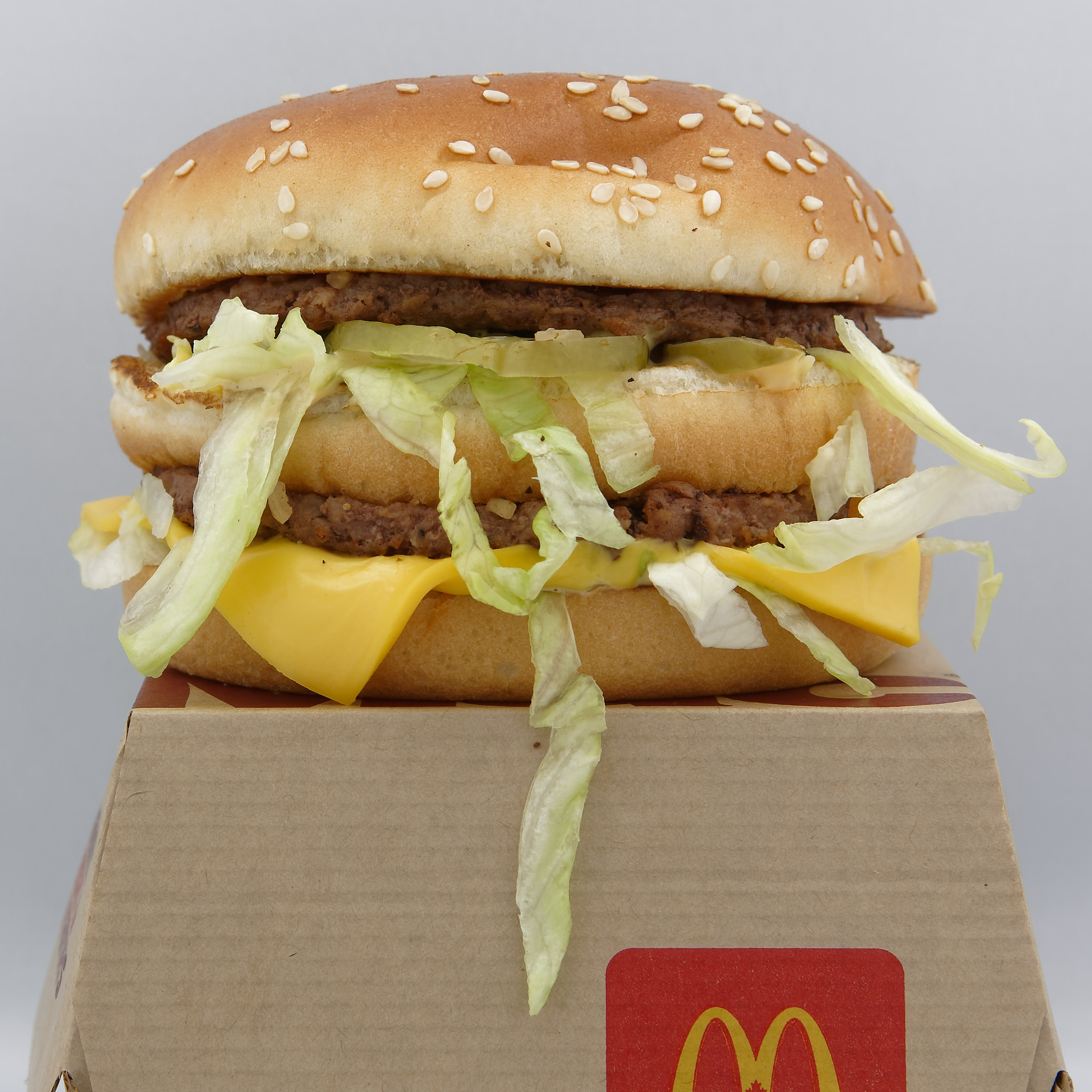
ビッグマック
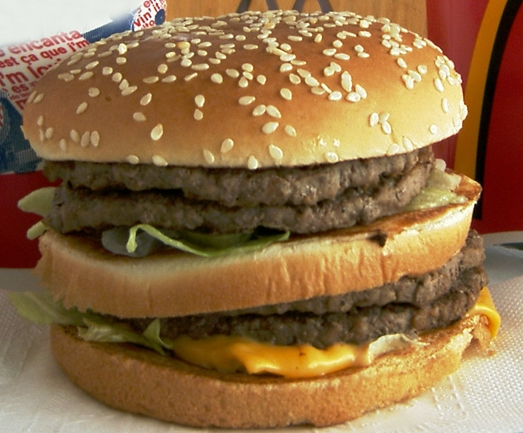
ビッグマックを大型にしたメガマック（2007年）
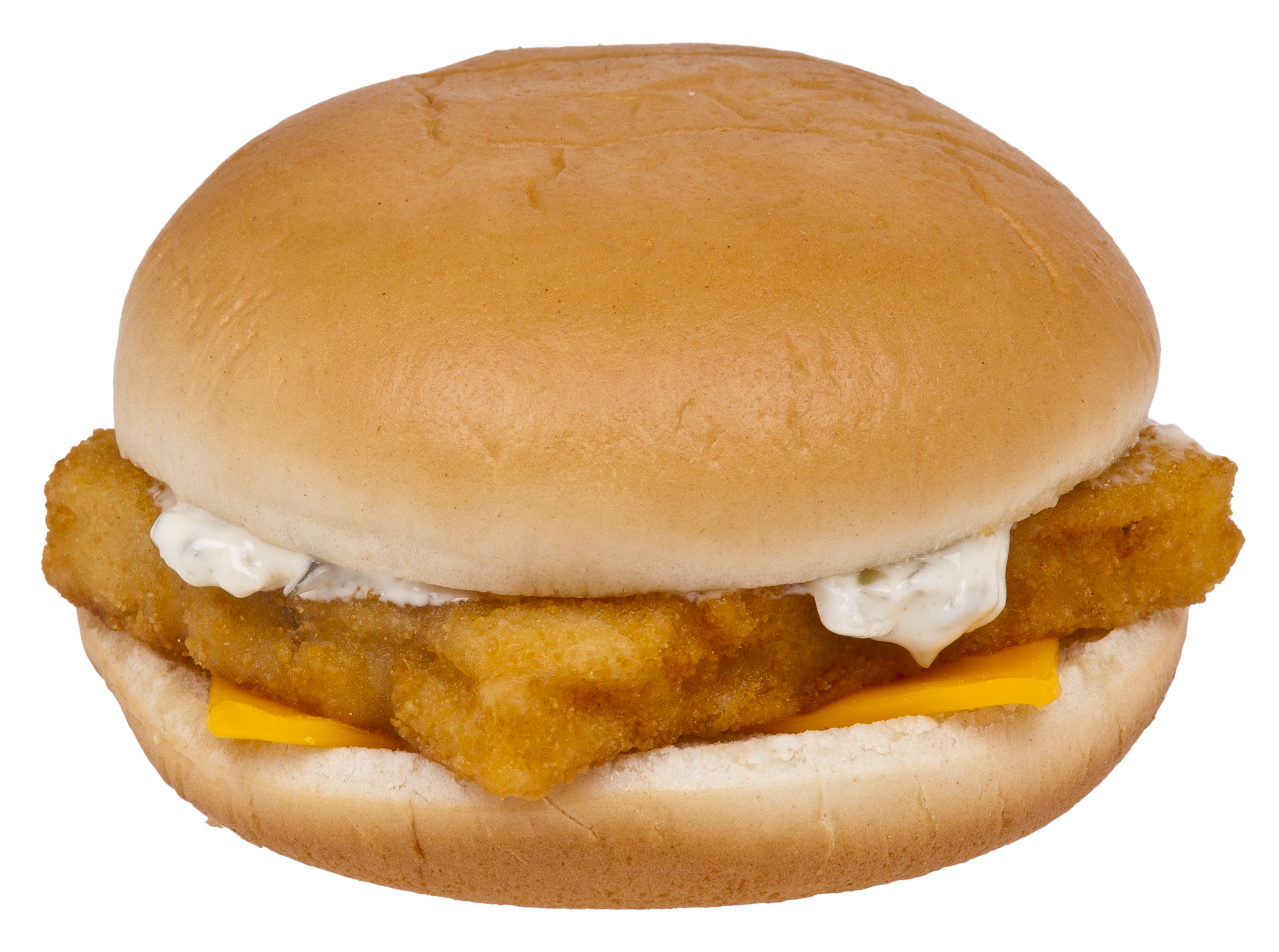
フィレオフィッシュ。金曜日に肉を食べないカトリック教徒向けに1963年に発売開始された。

## 歴史

### 開業

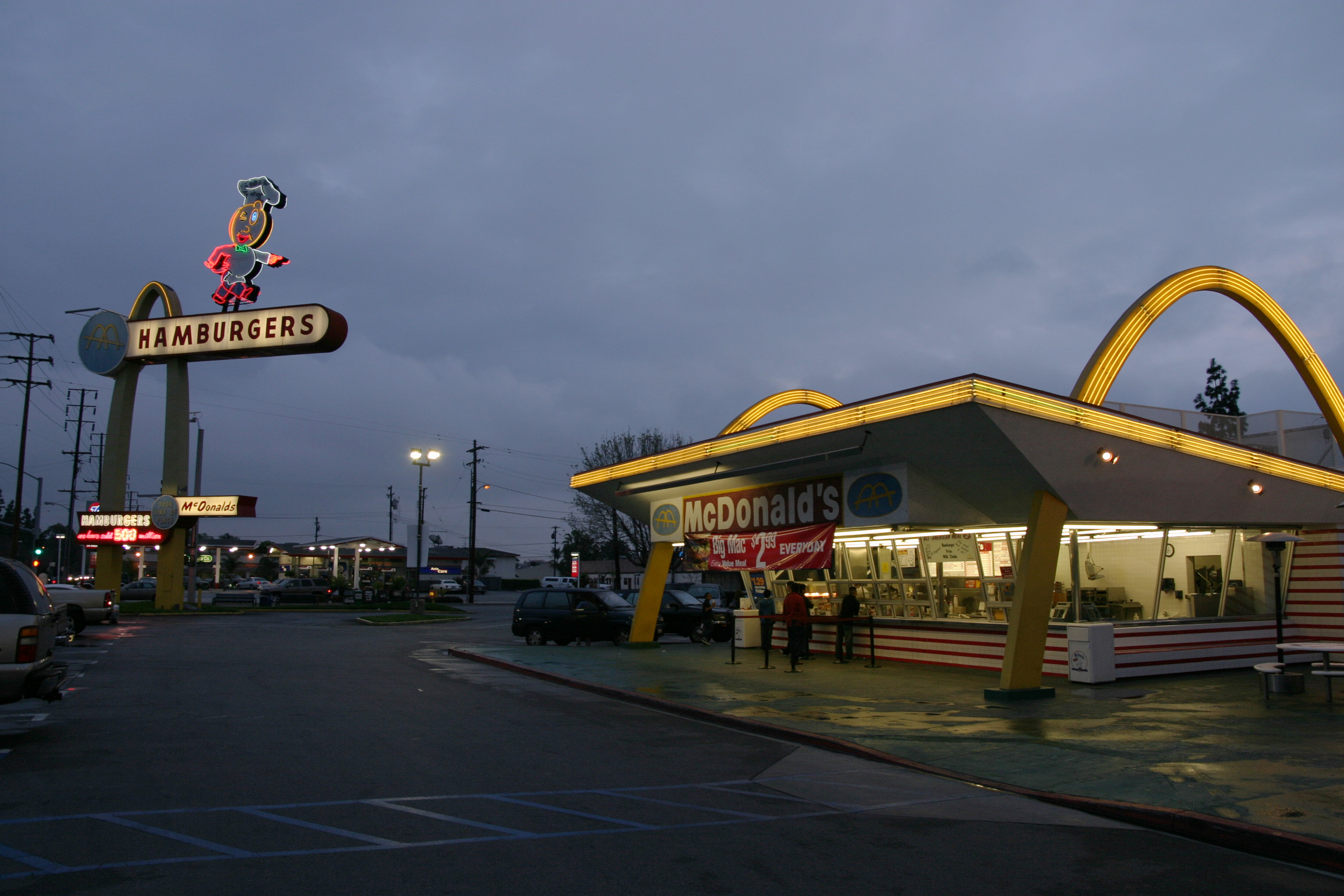
初期のマクドナルドの店舗

最初のマクドナルドはアメリカ合衆国カリフォルニア州サンバーナーディノでマクドナルド兄弟が1940年に開店したものである。「スピード・サービス・システム」の売り文句と、工場式のハンバーガー製造方法、そしてセルフサービスの仕組みにより、1948年頃から同地域で有名になった。
日本マクドナルドは1971年に東京都の銀座に第１号店をオープンした。

### レイ・クロック
1954年に、ミルクシェイク用ミキサーの営業員でボヘミアユダヤ系 のレイ・クロック（Ray Kroc） が偶然マクドナルド兄弟の店舗を訪れた。クロックは繁盛する店内を見てマクドナルドの仕組みについて興味を持った。特に興味を持ったのは客席の回転率が大変高いことで、相当数の人数の客を次々とさばけることだった。感心したクロックは、ミキサーのメンテナンスのために再び店舗を訪れた際、システムをフランチャイズ形式にして販売する商売を始めてはどうかと勧めた。
兄弟は「自分たちのためにこの店をやっているだけで、フランチャイズをするつもりはない」と消極的だったが、クロックが交渉を粘った末に「兄弟はこの店以外干渉しない」「クロックはこの店には干渉しない」「マクドナルドという名とシステムは、クロックが事業に使う」で合意する。兄弟が要求した契約金もかなり高かったものの、クロックはたくみに契約を交わした。マクドナルド兄弟側にとっては、これは悲劇の始まりであった。自分たちの強みのひとつである「McDonald's」という（アメリカ人が強い親しみを感じるMc（マック）で始めるアイルランド系の名前を冠した）ブランドを、赤の他人が使える状況を生んでしまい、最終的にはマクドナルド兄弟の店（つまり大本になっていた本店中の本店）の周辺にまでクロック側の店舗が進出、侵略してきて、売上をうばわれ、結局、兄弟は自分たちの店をクロックのせいで失う結末になったからである。そして兄弟は、事実上クロックにマクドナルドを乗っ取られ、自分たちの仕事に見合う財産は築けなかったとされる。
クロックはマクドナルドを売り込むために熱心に働き、建設中だったディズニーランドにマクドナルドを入居させるようウォルト・ディズニーにも直接会って積極的に売り込んだ。この試みは失敗したが、クロックはイリノイ州デスプレインズに最初のフランチャイズ店を出店し、間もなく成功を収める。1955年3月2日、新会社"McDonald's Systems Inc."を設立、同年4月15日にクロックの直営1号店をシカゴに出店した。1960年、社名をマクドナルドコーポレーション（"McDonald's Corporation"）に変更した。

### ロナルド・マクドナルド
クロックのマーケティング戦略のうちの一つは家族や子供を商売の対象とすることだった。1960年代初め、首都ワシントンでマクドナルドのフランチャイズ権を購入していたオスカー・ゴールドスティン（Oscar Goldstein）が、ウィラード・スコット（Willard Scott）という道化師が所属するBozo's Circus（荒くれ男のサーカス）という名の興行に出資した。興行が中止されると、ゴールドスティンはマクドナルドのマスコットキャラクターとしてスコットを雇い、ロナルド・マクドナルド（Ronald McDonald）と命名した。スコットはロナルド役で1963年から約2年間コマーシャルに出演した。
ロナルドは少々太り気味だったが、広告を通じてマクドナルドの全国展開に貢献した。続いてロナルド以外のキャラクターも開発されていった。
日本では販売戦略上の理由、および日本語話者には発音しづらい事から藤田田によって「ドナルド・マクドナルド」と訳されており、当初より子供向けCMに出演している。

### クロックによる経営権買収とマクドナルド兄弟の苦境
クロックと兄弟の契約においては、兄弟が生産工程について責任を負い、会社の株式による利益を受け取る一方でクロックが販売拡張の全責任を負うことが決められていた。だが1961年までにクロックは拡張に失敗する。兄弟は1961年に270万ドルでマクドナルドの全権利をクロックに売却することで合意した。高額な取引であったが、長期的な利益になると判断したクロックはプリンストン大学の関係者などから出資を募り、兄弟の持つ株式を270万ドルで購入した。
契約によりマクドナルドの名称もクロックに移管されたため、兄弟は店を "The Big M"（ザ・ビッグM）と改称して営業を続けた。だがクロックは兄弟の店のすぐ北側にマクドナルドの大型新店舗を出店し、兄弟の店舗の売上を意図的に奪った。その結果兄弟の経営する"The Big M"は倒産してしまった。
1984年1月にクロックは死去した。本当の創業者はマクドナルド兄弟であるにもかかわらず、1年間マクドナルドは「創業者追悼キャンペーン」と銘打った特売を行った。これを知った兄弟の弟リチャードは激怒したとされる。
経営権委譲に伴う合意事項には、譲渡後もチェーンの売り上げの1%を将来的に支払うという「紳士協定」があったが、契約書には組み込まれていなかったことをいいことに、クロックの手に渡ったマクドナルドはその紳士協定を守らなかった。もし守られていたら、兄弟は年に3億6000万ドルを手にすることになっていたはずだった。

### 拡張
以降マクドナルドは、世界の至るところに店を開いた。アメリカ外で初めて進出した国は1967年6月3日に1号店を開いたカナダである。1971年にはオセアニア（オーストラリア）、アジア（日本)、ヨーロッパ（オランダ）の各地域に初めて進出した。1990年1月31日にはソビエト連邦のモスクワで、共産圏として初めてのマクドナルドが開店した。
マクドナルドのビッグマックの価格は、ビッグマック指数と呼ばれ、通貨間の購買力平均価格の比較手段として使われた。この指標の考案者はイギリスの経済雑誌『エコノミスト』誌（The Economist）である。マクドナルドの標準化は、同時に生活様式や経済活動のグローバリゼーションを意味した。
トーマス・フリードマンは自著の『レクサスとオリーブの木』の中で、“黄金のM型アーチ理論”として「マクドナルドのある国同士は戦争を行わないだろう」と予言したが、1999年にアメリカ合衆国のセルビア爆撃によって破られている。

### 競争激化
アメリカをはじめとする先進国においては、より高価で高品質なハンバーガーや、より多面的サービスを提供している他のファストフードレストランチェーンとの競争が激しくなっている。
アメリカの食堂専門雑誌による2002年調査によると、マクドナルドの順位は「バーガーキング」と「ホワイト・キャッスル」より下で、ハンバーガーの食品品質は第15位だった。市場調査会社によればマクドナルドのシェアはここ5年で3%低下し、現在、15.2%である。健康的なイメージで売るサンドイッチチェーンの「サブウェイ」が全米で第1位のシェアを持っている。

### 撤退と一時閉鎖

#### アイスランド
2009年10月26日にマクドナルドとして初めてアイスランド国内全3店舗の閉鎖を発表することを明らかにした。撤退理由は折からの金融危機によって、自国生産が難しく輸入していた生鮮野菜などの輸入食材が、アイスランド・クローナが金融危機で失墜して輸入関税が引き上げられて高騰し、採算が取れなくなったためとしている。撤退までの過去1年半の間はコストは通常の2倍にまで膨らんでいたこともあり、採算を取れるまでに同国の経済状況が回復することは難しいと判断し、同国で事業を展開する複雑さから撤退を決めたとしている。
撤退発表以降営業最終日になった10月31日まで大勢の客が詰めかけ、商品の受け取りに20分待ち、ドライブスルー利用のために交通渋滞が発生し、マクドナルドも臨時従業員の増員で対応するなどの大盛況になった。

#### ロシア・ベラルーシ
2022年3月8日に、マクドナルドは前月に発生したロシアによるウクライナ侵攻を受けて、ロシア国内の全847店舗を一時閉鎖することを発表した。同国内のマクドナルドでは約62,000人が勤務しているが、一時閉鎖期間中も給料の支払いは継続するとした。一時閉鎖前日の3月13日は、ロシアで1号店として開店したモスクワの店舗でマクドナルドの商品を食べ納めしようとする市民などで混雑し、チーズバーガーやビッグマックなどの人気商品が高額転売された。
2022年5月にマクドナルドは、ロシアから完全撤退して店舗と従業員を他社に売却することを発表した。マクドナルドの商標やロゴなどは引き続き保有する。
2022年6月、マクドナルドから店舗などを買収した後継企業は新チェーン店名を「フクースナ・イ・トーチカ」とすることを発表した。まずは15店舗をロシアの建国記念日である同月12日にオープンした。
2022年11月、ベラルーシでもロシアと同様の理由でマクドナルドが撤退した。その後継として、ロシアのフクースナ・イ・トーチカがベラルーシに進出した上でフランチャイズを展開することを明らかにし、同月22日から営業を開始することを発表した。ベラルーシ大統領のアレクサンドル・ルカシェンコは「（マクドナルドが）撤退してくれてありがたい」と歓迎のコメントを出している。

#### カザフスタン
2023年1月、原材料の供給不足を理由として、カザフスタンから撤退することを発表した。同国農業省はマクドナルドがロシアから撤退したことにより、同国産の肉などの供給に問題が生じたためと説明している。その後、カザフスタン国内でマクドナルドのフランチャイズ店舗を運営していた「フード・ソリューションズKZ」は一部の店舗で独自に営業を再開したことを発表した。

#### スリランカ
2024年3月20日、マクドナルドはスリランカのフランチャイズ企業との契約を終了し、同国内にある全12店舗を閉鎖したことが報じられた。国際的な衛生基準を満たしていないことが理由としており、マクドナルドがフランチャイズ企業を相手に裁判を起こし、コロンボの商業高等裁判所は同年4月4日までに店舗を閉鎖するように命じていたとしている。

### ロゴマーク
ロゴマークの変遷
- 1940〜1948年
- 1948〜1953年
- 1953〜1960年
- 1960年〜1968年11月18日
- 1968年11月18日〜2003年、2010年〜
- 赤地にゴールデンアーチと文字、1990年代から2000年代前半に使用
- 1993〜2010年
- 2006年〜

### 標語
マクドナルドが2003年から全世界で開始した広告で「i'm lovin' it」（私のお気に入り）を統一標語としている。

## システム
マクドナルドコーポレーションのビジネスモデルは、他の多くのファーストフードチェーン店と若干異なる。通常のチェーンでも請求される特許料金、供給品、および販売のパーセンテージに加えて、マクドナルドは賃貸料を徴収する。
フランチャイズ契約の条件として、ほとんどのマクドナルド店舗は、店舗の不動産をマクドナルドコーポレーションが所有する。フランチャイズ会社は売り上げの一部を賃貸料としてマクドナルドコーポレーションに支払う。マクドナルド創立者の1人 Harry.J.Sonneborne は「われわれの商売は不動産業である。われわれがハンバーガーを売る唯一の理由は、フランチャイズ会社がハンバーガーを売ったときの利益が、最も多くの賃貸料をわれわれにもたらすからだ」と言った。
マクドナルドは、定期的な調査のために「ミステリーショッパー」と称する人物が、一般客に紛れ1セット注文する。店舗の質を向上させるため、採点項目にはスピード、清潔さ、商品の品質、サービスなどがある。
日本では2003年、昼のピーク時間帯（12:00 - 13:00）に商品の受注から、注文の多少に関わらずレジ入力後1分以内に提供する「チャレンジ!60秒サービスキャンペーン」が展開された。時間内に提供できなければ、ポテトかコーラの引換券を添付した。商品の注文点数にかかわらず時間は1分間一律だったため、セットメニューなどを注文すると1分以内に用意できない事例も発生した。一部の店舗ではレジ入力途中で厨房に注文内容を伝え用意できてからレジ入力を終了することで実質1分を超えたとしても1分以内とした。全般的に店員の応対時間短縮の成果が出たり、客と店員のコミュニケーションが生まれるなどの相乗効果で概ね好評価を得た。

### 調理

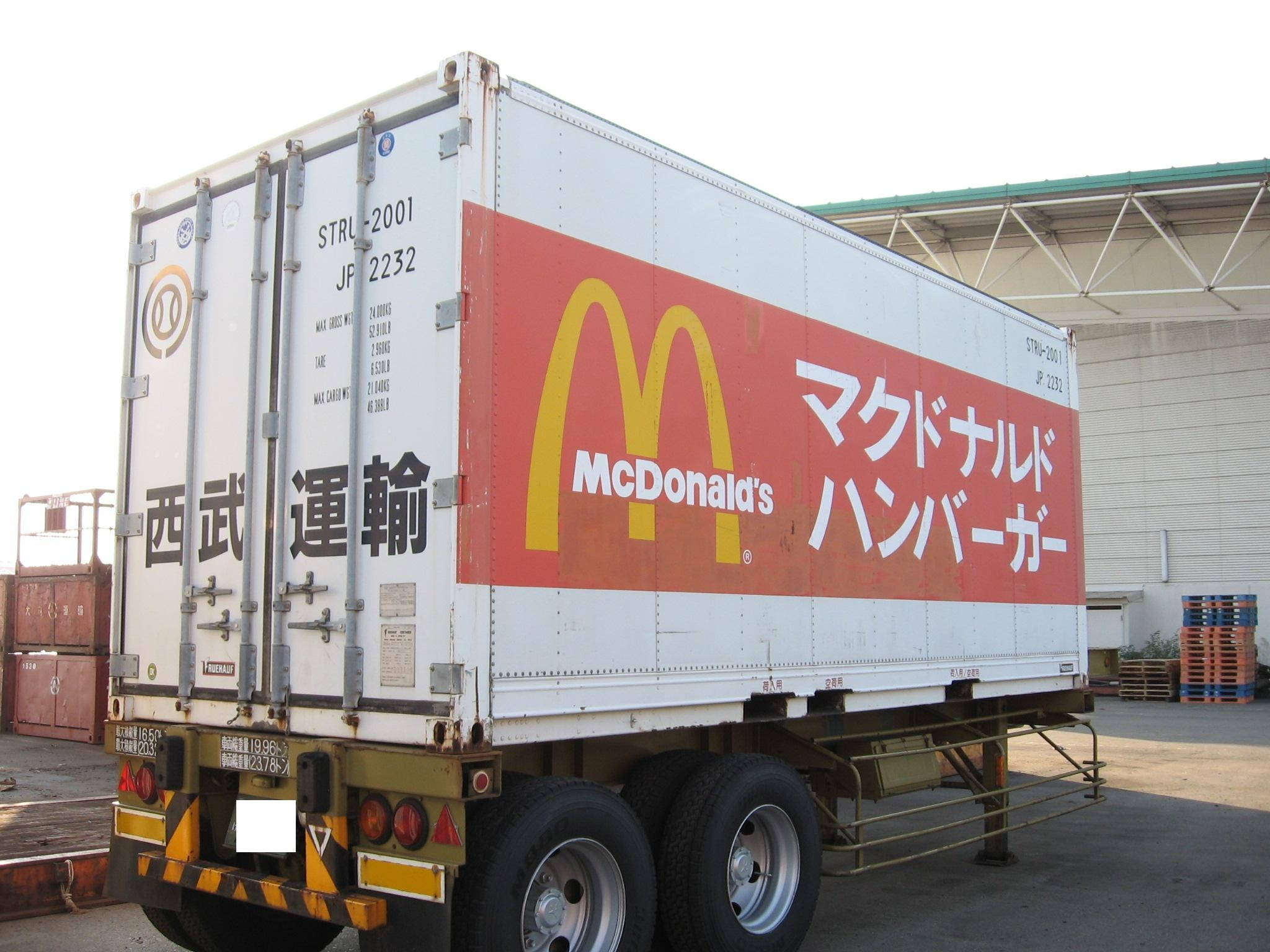
関西の契約工場より、沖縄地区へ内航船でマクドナルド社の下処理などが出来上がっている食材類を、冷凍食品として専用の20 ft形冷凍コンテナで輸送している風景（2008年）。

マクドナルドのハンバーグやポテトは、セントラルキッチンから成型済みで搬入され、厨房では焼いたり揚げたりするだけで、店舗で細かい調理の必要がない。
焼く鉄板や揚げ油の温度、時間も定められている。若干の訓練を受ければ、誰が作っても同じ大きさ、同じ形、同じ味の商品が提供できる。調理工程も簡略化され、付け合せなども極力簡略化し、高速で調理できるようになっている。
商品提供システムとして「英語: Made For You（MFYまたはM4U、メイド-フォー-ユー）」という、受注してから迅速に調理し、商品を完成させる新方式が導入された。全店導入時期はアメリカ合衆国が1999年、日本は2005年。
その他「ダイレクトオペレーション」と称する、商品を作り置いて温蔵棚などに貯蔵し、受注後に取り出して販売する方式がある。作り置きはその時間帯の売り上げや客足などの予想を元に行うため、大半の場合は客を待たせず商品提供できる利点があった。味の劣化や、ハンバーガーを調理後10分で廃棄する社内規定で、予測誤りによる食品廃棄などの問題が発生し、環境問題などで批判される原因になった。
バーガーキングでは、バンズとミートパティを焼き上げておき、それを別々にスチーマーという蒸気保温庫に保管、注文に応じて組み立て電子レンジで数秒加熱することで熱々のハンバーガーを提供した。客の好みに合わせピクルスなどを調整可能という利点も有り、この方式は大成功を収めた。
Made For Youシステムでは、全ての顧客に出来立てを提供できるという利点もあり、売れ残りや食材の貯蔵をなくし、ハンバーガーを作るコストを下げた。当然ながら、このシステムでも受注分より多く作ってしまうことによる廃棄はあるが、総じて廃棄量は激減した。
世界中どこでも一定の品質で大量生産するためには、すぐれた調理器具とネットワークシステムが欠かせない。
マクドナルド社は調理器具メーカーEnodis（英語: Enodis）社と協力し新しい調理器具を開発している。同社はバーガーキング、KFCなども顧客としている。自動で両面から焼き上げるクラムシェルグリルなどが開発されている。
技術そのものは最先端ではなく他社の製品を真似し改良するのが得意とされる。そのため特許などで差別化は出来ていない。
ガスは国、地域、時間帯などによって成分、圧力が異なり、これに対応していかなる状況でも基準内の温度に制御しなければならない。
POSレジと連携して注文を厨房に伝えるモニター、炭酸飲料を自動で注入するディスペンサーなど軍事における戦術データ・リンクと類似したシステムが導入され、生産性が高められている。同時にピクルスやオニオンの有無、増減など客の好みに合わせた注文対応が容易になった。
消費者情報誌「コンシューマー・レポート」が、定期購読者のうち3万2405人の回答などを基に発表したところによると、マクドナルドのハンバーガーの味は、アメリカ合衆国の大手ハンバーガーチェーン全体の中で『最も不味い』という結果が出た。
ほかエネルギー効率改善のためガス機器の排ガス、グリルやフライヤーから出るベーパー（油や水蒸気）を効率的に排気する給排気空調システムの開発も行った。マクドナルド社はその研究成果を業界に公開し、最終的にはその研究所をArchitectural Energy Corp.とFisher-Nickel,Incに売却した。

### 原料
ハンバーガーのビーフパティは牛肉を使用している。
地域によっては宗教上の観点から特定あるいは一切の肉類を食せない顧客向けに、鶏肉を使った「チキンマハラジャマック (Chicken Maharaja Mac)」「チキンマックカレーパン（Chicken McCurry Pan）」（インド、後述）、肉を一切使わないベジタリアン用のメニュー（Veg menu、後述）、ホキという深海魚やスケトウダラを使った「フィレオフィッシュ（Filet-O-Fish）」（各国）など、食のタブーに配慮したメニューが用意されている。
日本や東南アジアで育てられた牛は飼料に魚粉を使っており、冷凍後時間が立つと魚臭い異臭がする。そのため米国から輸入した牛肉を使用している。
日本における「てりやきマックバーガー」や2007年6月〜7月に発売されていた「メガてりやき」、2007年7月から発売された「マックポーク」に使われているパティはポークで、マクドナルドでは豚肉の使用を明記している。
日本における「チキンナゲット」は以前約2割を米国OSIグループの傘下である 中国食肉加工会社の「上海福喜食品」から仕入れていたが、使用期限を半月過ぎた鶏肉を使用していたことが発覚し、2014年7月22日に該当商品の販売が停止した。

### ドライブスルー

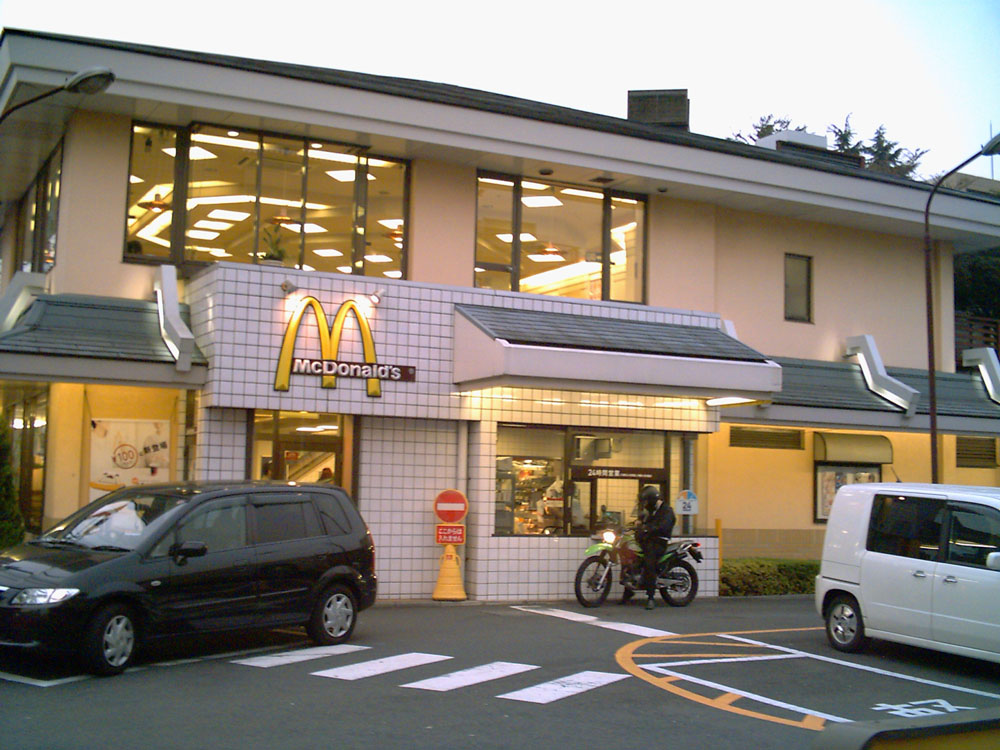
日本のドライブスルー併設店舗の一例（2006年）

ドライブスルーは日本国外で「マックドライブ」と呼称される。利用手順は車両をメニューが掲示されたマイク前に移動し注文する。この際店員から支払い金額が請求される。
通常はマイク越しに店内にいるインカムを装着した店員に話し掛けることになるが、一部店舗では休日のピーク時を中心に、移動型のレジを伴った店員に直接話し掛ける状況もある。この場合もレジは有線で店内のシステムに直結しているため店内のMade For Youシステムへも注文が直接伝わる。WOT（Wireless OrderTaker, ワイヤレスオーダーテイカー）と称する小型のタッチパネル端末で受注することもある。WOTはほとんどの場合コーポレートカラーである赤色の肩掛けケースに入れられている。WOTは注文を無線方式でキッチンへ伝達するため混雑時に店内で用いられることがある。この場合、決済やレシート発行はカウンターのレジで行う。導入極初期はテレビ画面に映る店員に向かって注文する形だったが、その後テレビは撤去されてメニュー板のみになっていた。近年の店舗ではマイクの下に注文を表示するディスプレイが導入されている。
その後順路に沿って車両を進めると商品受け渡し口がある。まず代金を支払い、袋などに入った商品を受け取る。一部の古い店舗で見られる受け渡し口手前の使用されていない窓口もしくはその跡は、かつて代金の支払いと商品の受け渡しを別々の窓口で行っていた名残である。現在もこの形態を採る店舗も存在し、休日のピーク時のみ支払いと受け渡しが異なる店舗も存在する。近年に新規開店した店でも、ピーク時以外でこの方式が採用されている場合もある。雨が多い地域では商品を濡らさないために配慮されており、日本の店舗では受け渡し口に通常屋根がある。マックカフェバイバリスタ取扱店舗かつマックカフェドライブスルー対応店舗では、代金支払い、ハンバーガーなどの通常商品受取、マックカフェ商品専用受取の計3か所受け渡し口がある店舗も存在する。商品を受け取った後に車両を進めると公道へ出る。
購入商品が多いなど受け渡しまでに時間を要する際、ドライブスルー進行レーンから外れた待機場所で待たされる。多くの場合、店員が商品を車両まで運搬する。
ドライブスルーは主に普通乗用車などを対象としているが、オートバイや自転車など二輪車両での利用は、商品受け取り後の走行や自動車による追突など安全上の理由で、店舗によっては断られる場合もある。トレーラーやトラックの場合車両限界などで利用できない場合もあるが、これらに配慮したドライブスルー設置店舗も幹線道路沿線に見られ、送迎や路線などバスでの利用もある。

### 店内の接客
店内で食べる場合でもレジで代金を支払った客がその場で商品を載せたトレイを受け取り、そこから席まで客が自分でトレイを運ぶセルフサービスである。店内で購入した商品を持ち帰ることも可能である。2019年頃からテーブルデリバリーと称するサービスを実施する店舗も存在し、代金支払い後店員がトレーに乗せた商品をテーブルまで届ける場合もある。
喫食後はトレイ上の物をすべてゴミ箱へ入れるため食器の回収と洗浄の必要がないが、必ず廃棄物が生ずることが批判された。現在、ほとんどの商品が紙包装だが、ストローなど多少のプラスチック素材もある。以前は発泡スチロール製容器が多用されたが、今はほとんど使われない。

### 店舗の運営
マクドナルドでは店舗を船に見立て店員を「クルー（CREW）」と称する。ほとんどの店員はパートかアルバイトで、これを通常1名以上の「マネージャー（MGR）」と称する社員で統括する。1人の社員が統括する店舗が複数ある場合に不在が多くなるため、店員の出勤時間帯配置などの管理業務をパートやアルバイトの立場で併せて行う「スウィング・マネージャー（SW-MGR）」と称する階級がある。他にクルーの教育などを担当する「クルートレーナー（CREW TRAINER）」などがある。通常は年中無休だが、インストア型と称されるショッピングモールなどに入る店舗は休業日の設定もある。

#### 日本
日本の店舗形態は通常（トラディショナル）店舗とサテライト店舗に分かれる。
サテライト店舗は厨房が狭く以前はメニューも限定だったが、低支出の出店が可能で1990年代に数多く開店した。サテライト店舗は必ずしも母店舗となるトラディショナル店舗を持つことはなく基本的に単独経営である。
近隣店舗間で、賞味期限や仕入れの過不足などの理由で、食品移動や小銭の両替も行われている。
近隣店舗といえど、店長の上職であるOC（Operating Consultant, オペレーティングコンサルタント）は近隣店を兼務しないので、各店舗の社員個人による異動元ないし同店勤務人の異動先への「お願い」型式で成立するのが普通である。
マクドナルドの看板は赤い背景色に黄色の文字であるが、京都市などの一部店舗は、景観保護条例による規制で、背景色が茶色などである。東京都豊島区の巣鴨店では、英語由来の語に不馴れな高齢客が多く、ポテト→おいも、チキン→とりにく、ドリンクのS・M・L→のみものの小・中・大など一部を日本語表記している。2007年から地域別価格制度が導入されたが、2015年に実質上廃止される。

### 店舗イメージの変化

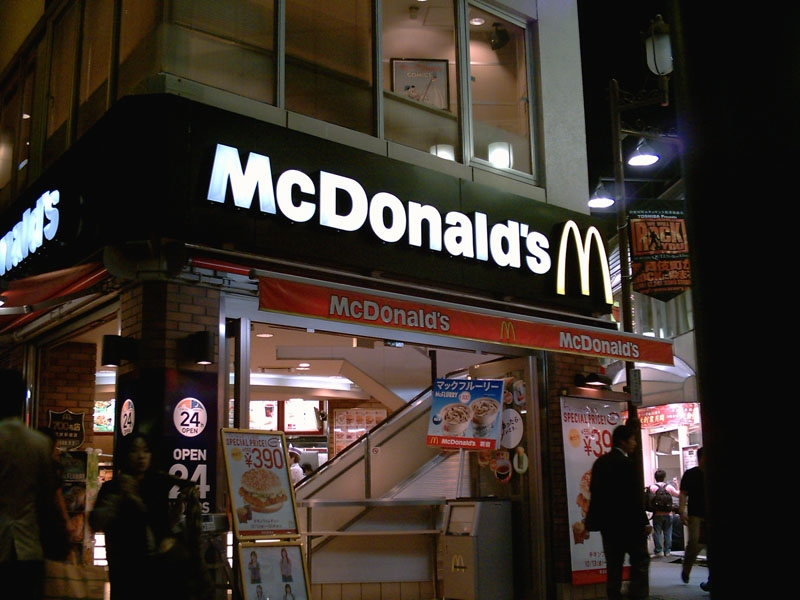
改装された24時間営業実施店（2006年、東京、西武新宿店）

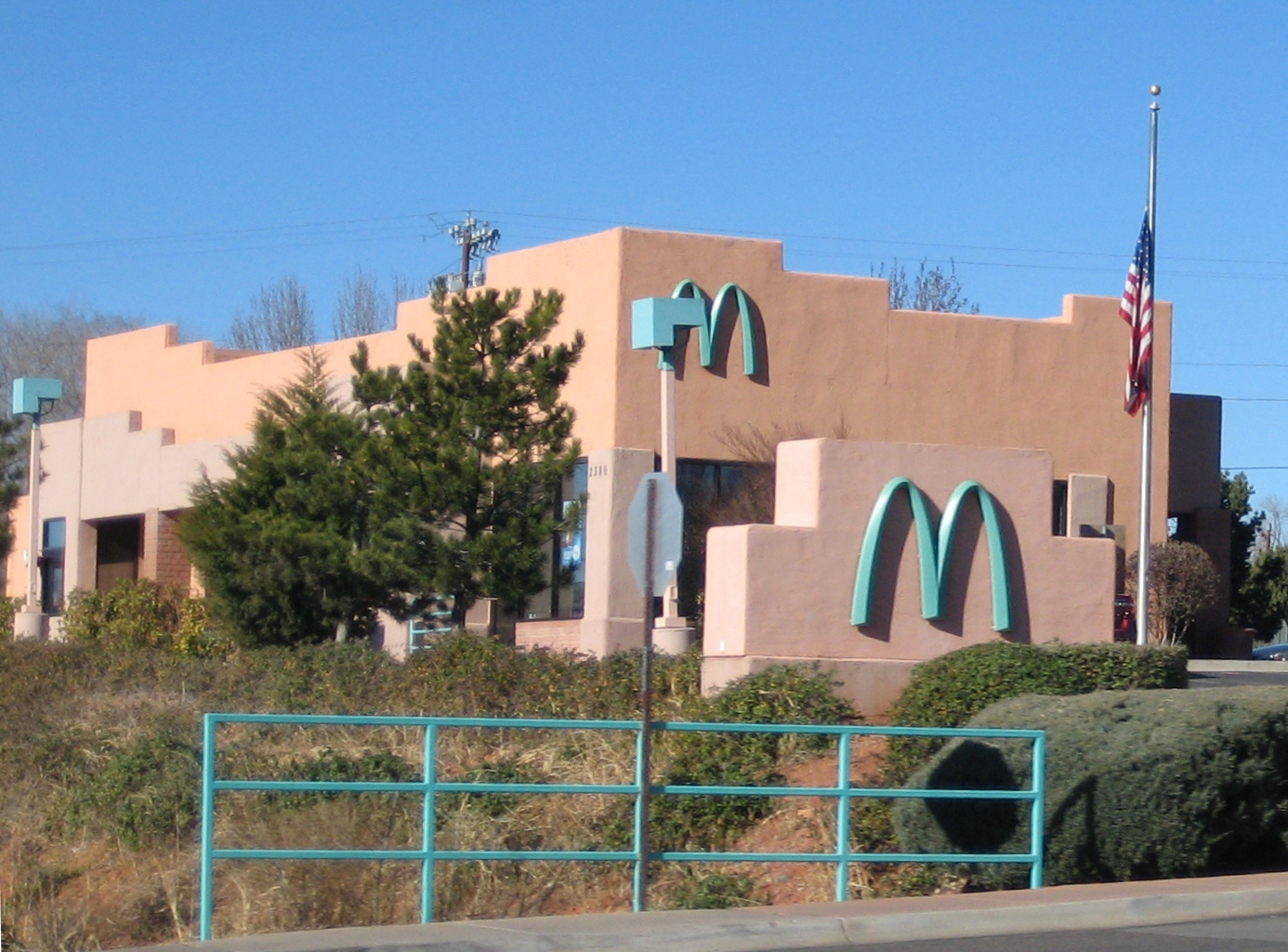
アリゾナ州セドナのマクドナルド店舗。外観をこの地域でよく見られるアドビ（日干しレンガ）調にし、Mのアーチをターコイズブルーにするなど、周囲の環境と調和した店舗にしている。

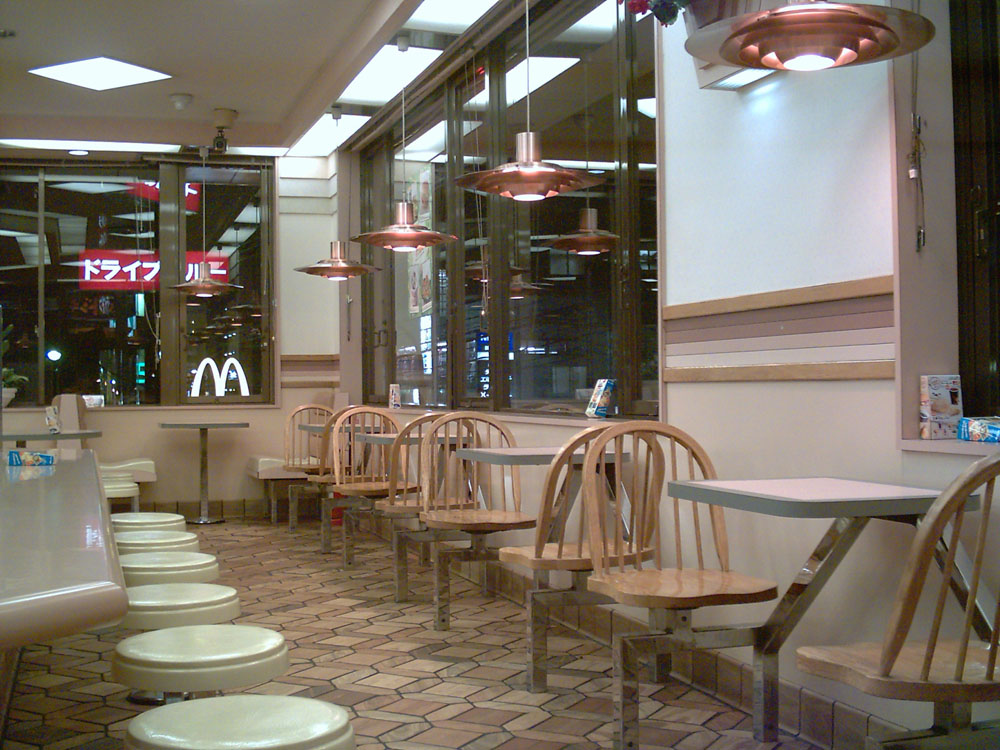
一般的な店内内装・日本の店舗の一例

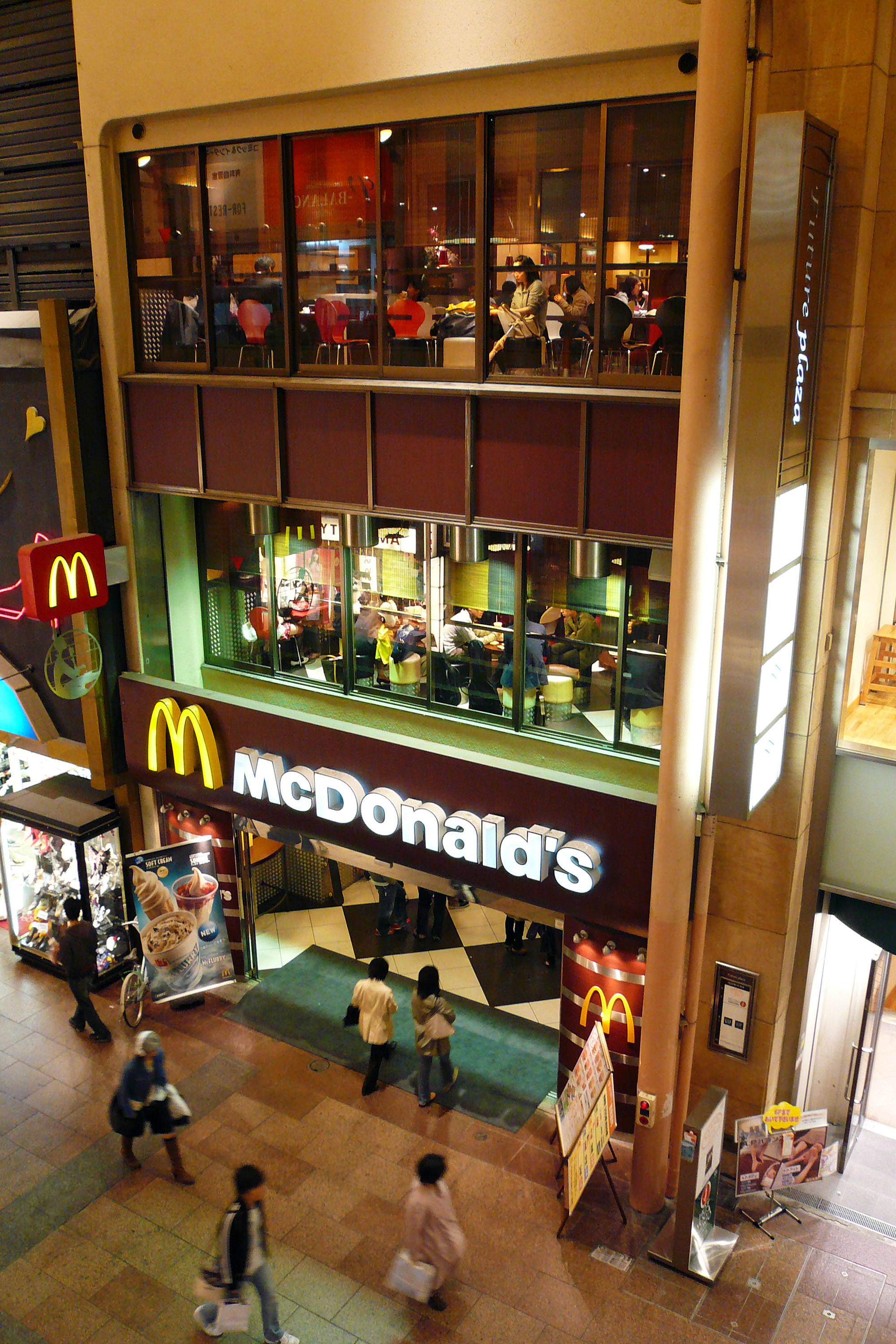
日本の店舗外観の一例。2階と3階が客席のフロアになっている。2007年、兵庫県神戸市

21世紀になってからマクドナルドの店舗イメージが変化している。旧来型店舗イメージは赤い背景色に黄色い文字の看板がもたらす印象のアメリカンテイストを取り入れたデザインで、内壁はシンプルな白地を用い、小物や内装はところどころに赤や青の原色系を塗り込んだプラスチックとビニールが主材で、ある種のチープインテリアを目指していた。赤色の内装は落ち着きを失わせ客の回転を早める効果も兼ねていた。

#### 日本
2006年以降に営業時間の延長を試みて24時間営業店舗が増加したが、採算性やクルーの確保困難などにより再度24時間営業を廃止する店舗が増えた。
集客目的で、2000年代後半から数社のWi-Fiスポットを提供し、電源サービスコンセントを設ける店舗もある。
2018年からハッピーセットのおもちゃを全国の店舗で回収し、店内で使用するトレイにリサイクルする｢おもちゃリサイクルプロジェクト｣を定期的に行っている。
なお、ハッピーセットは、1979年よりアメリカでHappy Meal（ハッピーミール）として販売されていたものを、日本に合わせてローカライズしたもので、1987年にお子様ランチとして登場し、1995年にハッピーセットに改称された。

### 店舗の形態
マクドナルド店舗の形態は3種に大別できる。
都市型店舗
通常の店舗は座席付きの食堂で、楽しく過ごすため、外出時に手軽に迅速に食事を済ませるため、などの機能を持った店である。
駅前、繁華街、商業施設内などにあり、敷地の都合上駐車場はない。
イベント会場や学校内店舗では厨房とカウンターのみを設置し、客席は当該施設のものを使用することも多い。
郊外型店舗
郊外型店舗はドライブスルーを備える（参照：システム>ドライブスルー）。店舗内注文も可能で注文カウンターも備えている。多くはハイウェイ沿いで、市街地辺縁か大都市間の小さな町にある。
ハイウェイ沿いの「McDrive」店舗
ハイウェイ上のパーキングエリアのような場所にある純然たるドライブスルー店舗で客席はないことが多く、客は駐車場あるいは運転中に自分の車内で食べる。
この他に特別なテーマをもった店舗が存在する。具体的にはロックンロールマクドナルド、1950年代風食堂など。郊外の新しい店舗にはマクドナルドプレイランドという大きな遊戯施設を持つものが多い。多くは屋内だが屋外のこともある。
黄色の「ゴールデンアーチ」と呼ばれるマクドナルドのマークは、マクドナルド店舗の位置を示すため高いポールの上に設置されることが多い。日本ではこれをサインポールと呼ぶ。このマークに使われている赤と黄色は、広告を活用する多くの会社がよく使う配色でもある。
出前が可能な店舗が一部に存在し、一度に所定金額以上注文の場合に適用される。

### ハンバーガー大学
マクドナルド従業員の訓練施設として、トレーニングセンターとは別にハンバーガー大学が米国を含む7か国に存在する。トレーニングセンターは各国にある。

#### アメリカ本校
ハンバーガー大学はマクドナルド従業員教育用施設。イリノイ州オークブルックのシカゴ郊外に130,000平方フィート（12,000平方メートル）の広さで、米国のマクドナルド社が所有する。70,000人以上のマネージャーが「卒業」して30人程度の「教授」が所属する。「大学」は1961年にイリノイ州Elk Grove Villageに設立された。1960年代前半の初期学生は企業利益向上を目的として「卒業」までに化学、マーケティング、調理などのコースを確実に修了しなければならなかった。卒業生の"McDegree"にはマクドナルド商品の経済的な品質向上を研究する部門に就く者もいた。現在の規模は1クラス当たり平均200人以上。

##### 概要
- ハンバーガー大学のキャンパス面積は80エーカー（320,000平方メートル）。
- 22人の国際的な常勤教授が駐在し、119か国以上の学生を指導。
- 最先端の施設内に対話的教育用教室17、特別活動用教室5、300席の講堂がある。
- ハンバーガー大学の翻訳者は27以上の異なる言語を同時通訳可能。
- 従業員は初月にハンバーガー大学で約32時間学ぶ。
- 毎年5,800人以上の学生が学ぶ。

#### 日本校
日本マクドナルド本社（新宿アイランドタワー）38階にある。
2005年7月、ハンバーガー大学の Basic Shift Management Course （BSM）と、Advanced Shift Management Course（ASM）の2つのコースが、若年者就職基礎能力修得支援事業（Yes-Program）の認定を受けた。

## イメージキャラクター

### ロナルド・マクドナルド

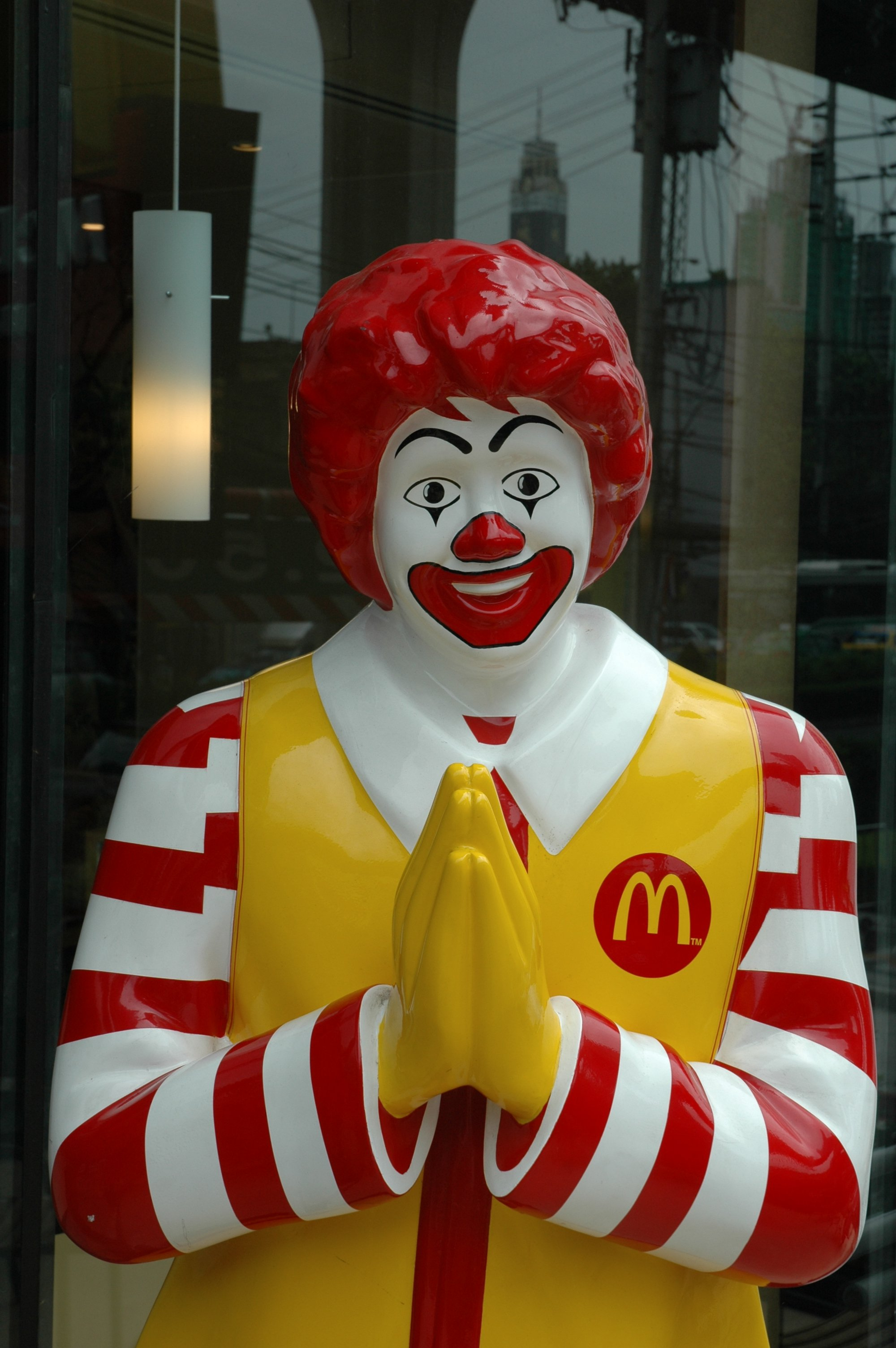
合掌をするドナルド・マクドナルド（タイ・バンコク）

マクドナルドランドを舞台に、ロナルド（日本名：ドナルド・マクドナルド）、グリマス、バーディ、ハンバーグラー、フライガイという子供をターゲットにしたマスコットキャラクターがいる。中心となるキャラクターはロナルドである。これらはハッピーセットという子供向けセットに添付される玩具になったりCMに登場したり、過去にはファミコンやメガドライブのゲームソフトとして発売されたこともあった。これらのキャラクターの利用は全世界共通であり、店舗前に人形が置かれていることもある。「ゴミはゴミ箱へ」と啓発するロナルドを象ったピクトグラムが包装や容器、カップに描かれている。多国の言語を話すことができる設定となっており、日本語、オランダ語、タガログ語、ヒンディー語など31か国語がその対象である。「ロナルド・マクドナルド」の呼称は国により異なる場合がある。
日本では「ドナルド」と呼ばれ、フルネームは「ドナルド・マクドナルド」で、マクドナルドが姓にあたる。通常は単に「ドナルド」と呼ばれて姓の部分は略される。
日本では1990年代後半までドナルドが言葉を発するCMが多かったが、2000年ごろから無口となり「ドナルドはしゃべらないキャラクター」の印象となった。2004年のCM「ドナルドってしゃべるの?」で数年ぶりにドナルドが言葉を発した。前述の回答でドナルド自身は「おしゃべり好き」であった。

### ビッグマックポリス

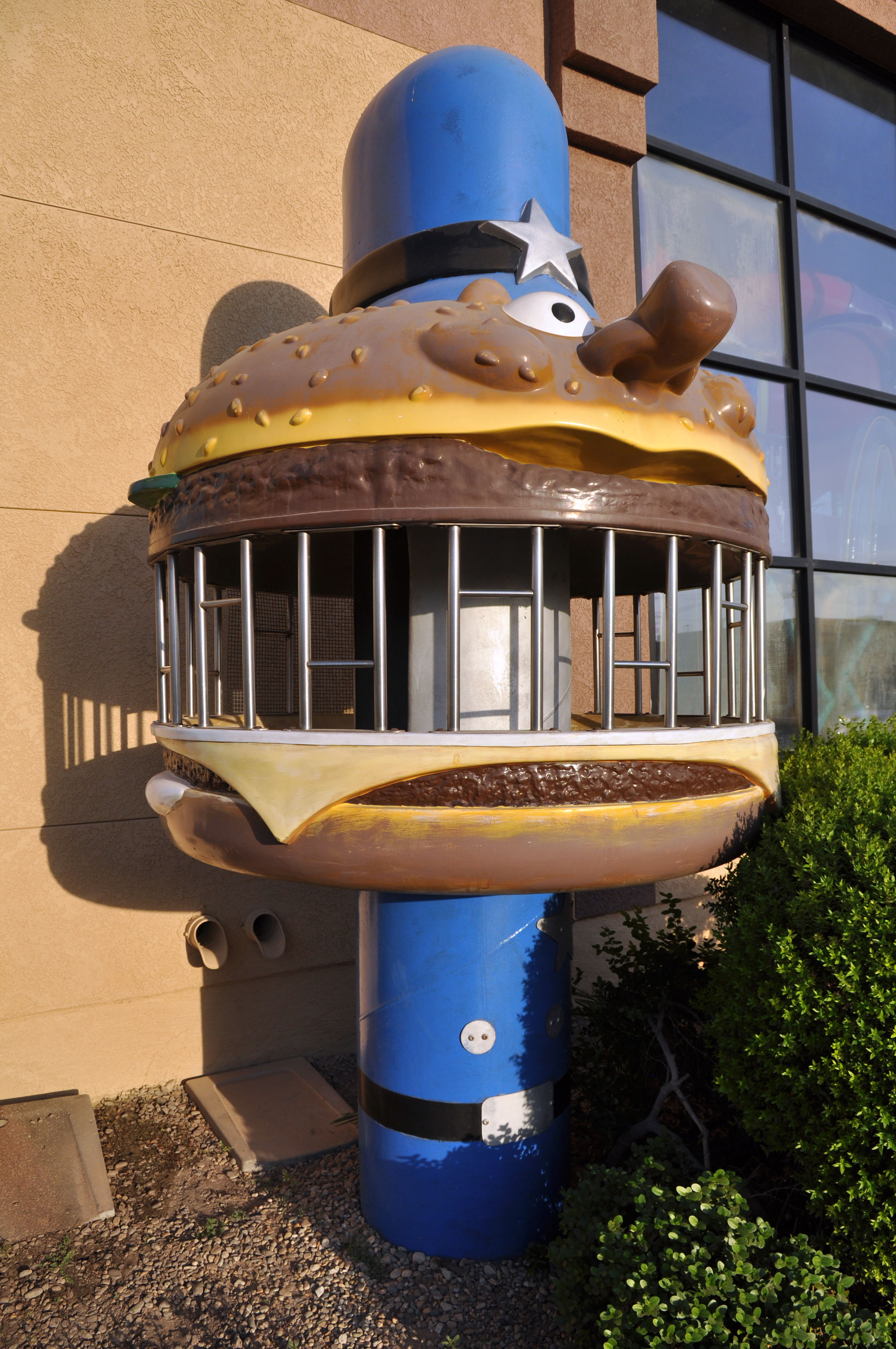
ビッグマックポリス

以前はビッグマックポリスというイメージキャラクターもいたが、現在は全世界で使用が中止されている。警官であるビッグマックポリスがドナルドなどを監視する印象を与えるためと説明がされている。「平和なマクドナルドランドに警察はいらない」とする説もある。社内では「子供から怖がられるキャラクター」として排除されたとも喧伝される。2014年1月から行われている「アメリカンヴィンテージ」キャンペーンで、特定の商品を購入すると手に入るLINEの限定スタンプでスタンプが登場している。

### ハンバーグラー

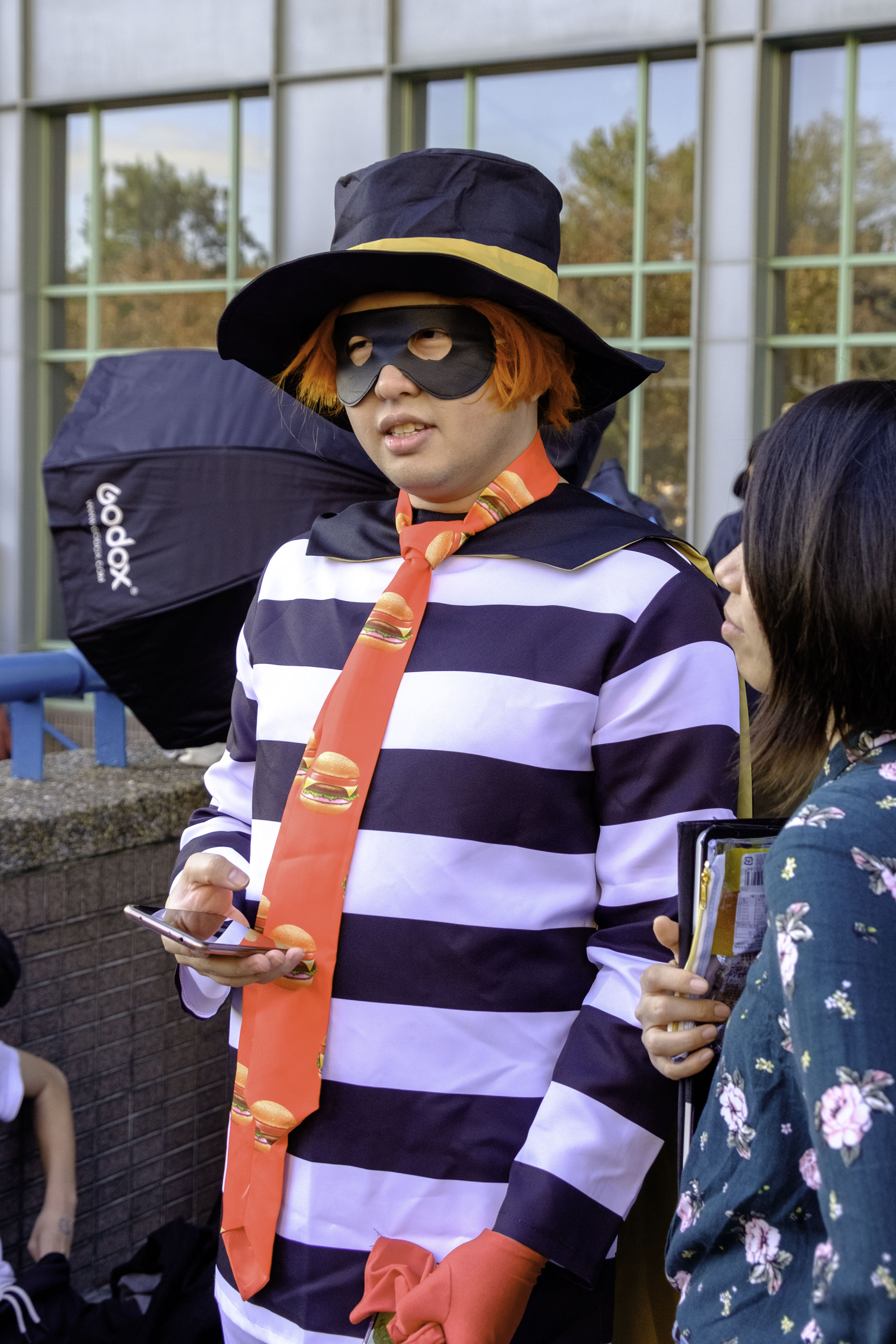
ハンバーグラーのコスプレ（台湾）

ハンバーガーが大好きで、他人のハンバーガーを盗んでしまう悪役キャラ。初期の頃はドナルド同様、生身の人間が仮装した姿だった。黒いハット帽子に黒いアイマスク。そして囚人服を思わせる白黒のボーダー上下服。ハンバーガーを「取る」たびに、警官のビッグマックポリスに追い回された。ハンバーガーを盗み取る魔法も使える。CMの最後で必ずドナルドがドナルドマジックの魔法で彼を懲らしめた。平成以降に被り物キャラで一時的に復活していたが近年は見られなくなった。マクドナルドのウェブサイトでキッズコーナーにハンバーグラーのぬりえがある。2014年1月の「アメリカンヴィンテージ」キャンペーンで、特定の商品を購入すると手に入るLINEの限定スタンプに登場している。また、2023年12月から2024年1月にかけて実施された「ゴジラVSマクドナルド BE@RBRICK」コラボでは、グリマス、バーディと共にベアブリック仕様で登場した。

### グリマス

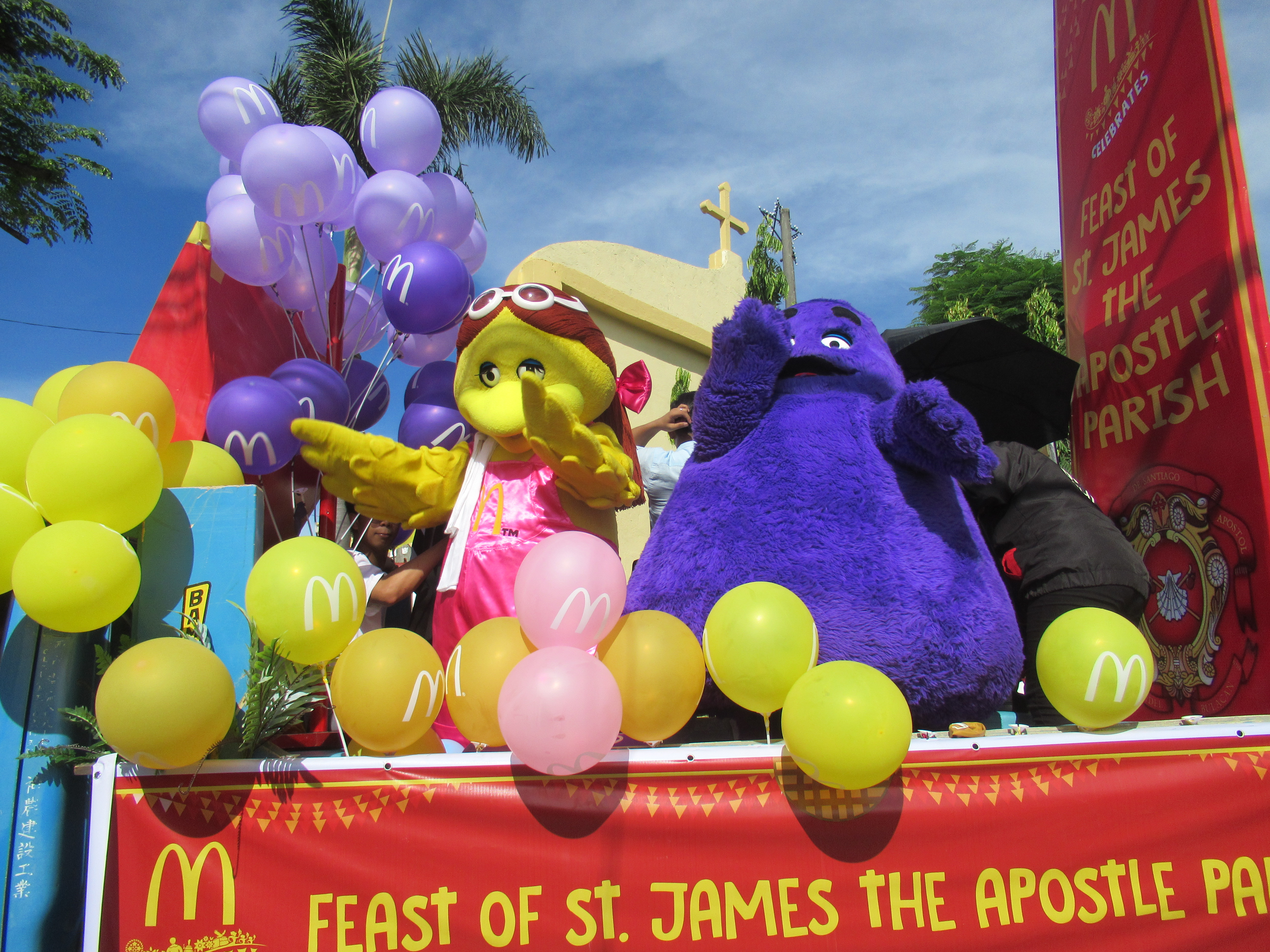
バーディ（左）とグリマス（右）。イベント会場にて。

マックシェイクが大好きな紫のキャラクターで、近年はあまり姿が見られなくなったが、ハンバーグラーと同様、現在もキッズコーナーのぬりえや2014年のLINEスタンプで見られる。2023年12月~2024年1月の「ゴジラVSマクドナルド BE@RBRICK」コラボでは、ハンバーグラー、バーディと共にベアブリック仕様で登場している。
生誕52周年を記念して2023年にアメリカで発売されたグリマスシェイクは反響を呼んだ。

### バーディ
朝マックをイメージした鳥のキャラクターで、明るく活発だが少しお転婆な性格である。21世紀以降は日本で見かけることは少なかったが、2014年1月の「アメリカンヴィンテージ」キャンペーンで、特定の商品を購入すると手に入るLINEの限定スタンプに登場している。2023年12月~2024年1月の「ゴジラVSマクドナルド BE@RBRICK」コラボでは、ハンバーグラー、グリマスと共にベアブリック仕様だが再共演を果たした。

### フライキッズ

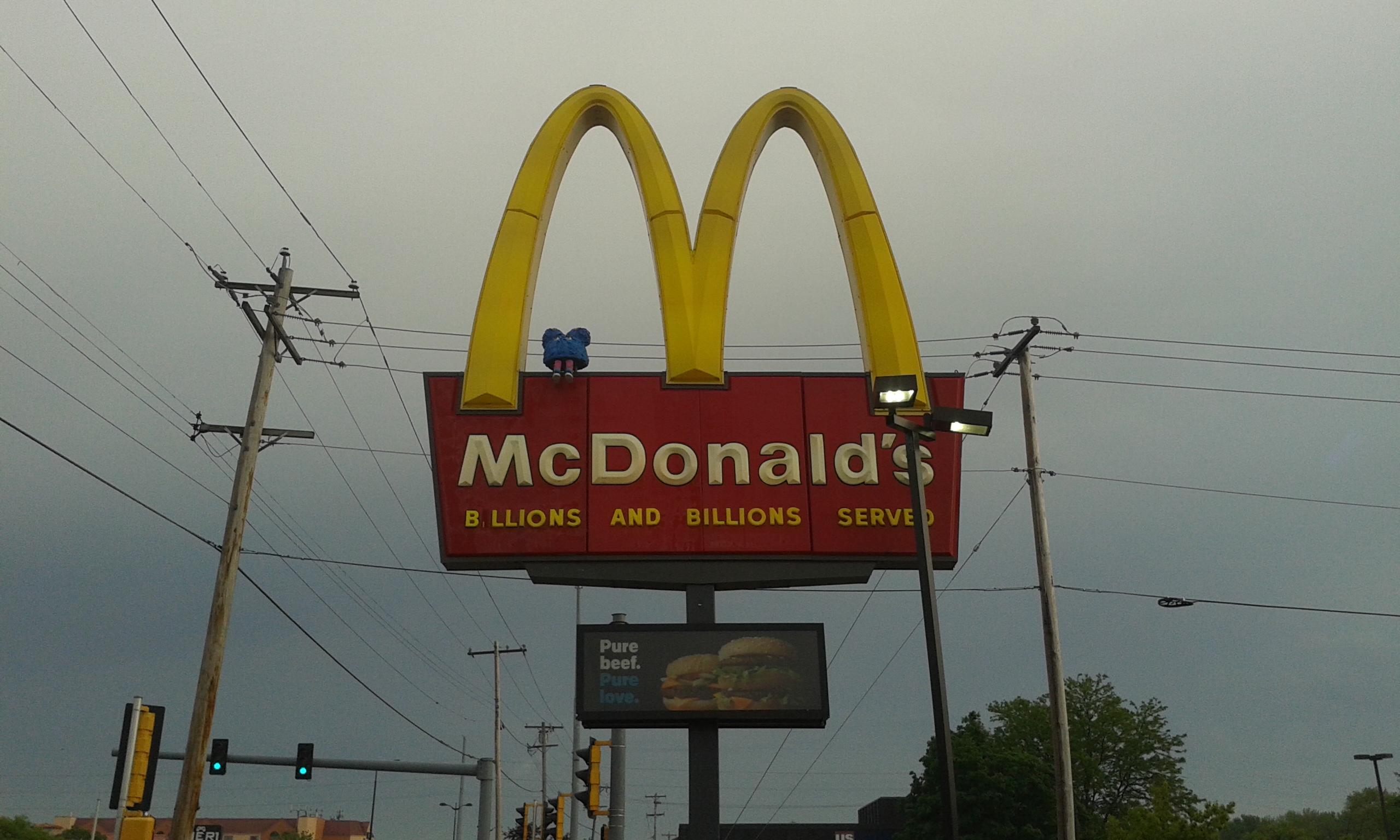
青いフライキッズの乗った看板

マックフライポテトのイメージキャラクターで、男児を「フライガイ」、女児を「フライガール」と呼び、「-キッズ」は彼らの総称である。ポンポンに足が生えたような姿をしている。めがねをかけた者やポニーテールまたはツインテールをなびかせた者等数体存在する。

### スピーディー

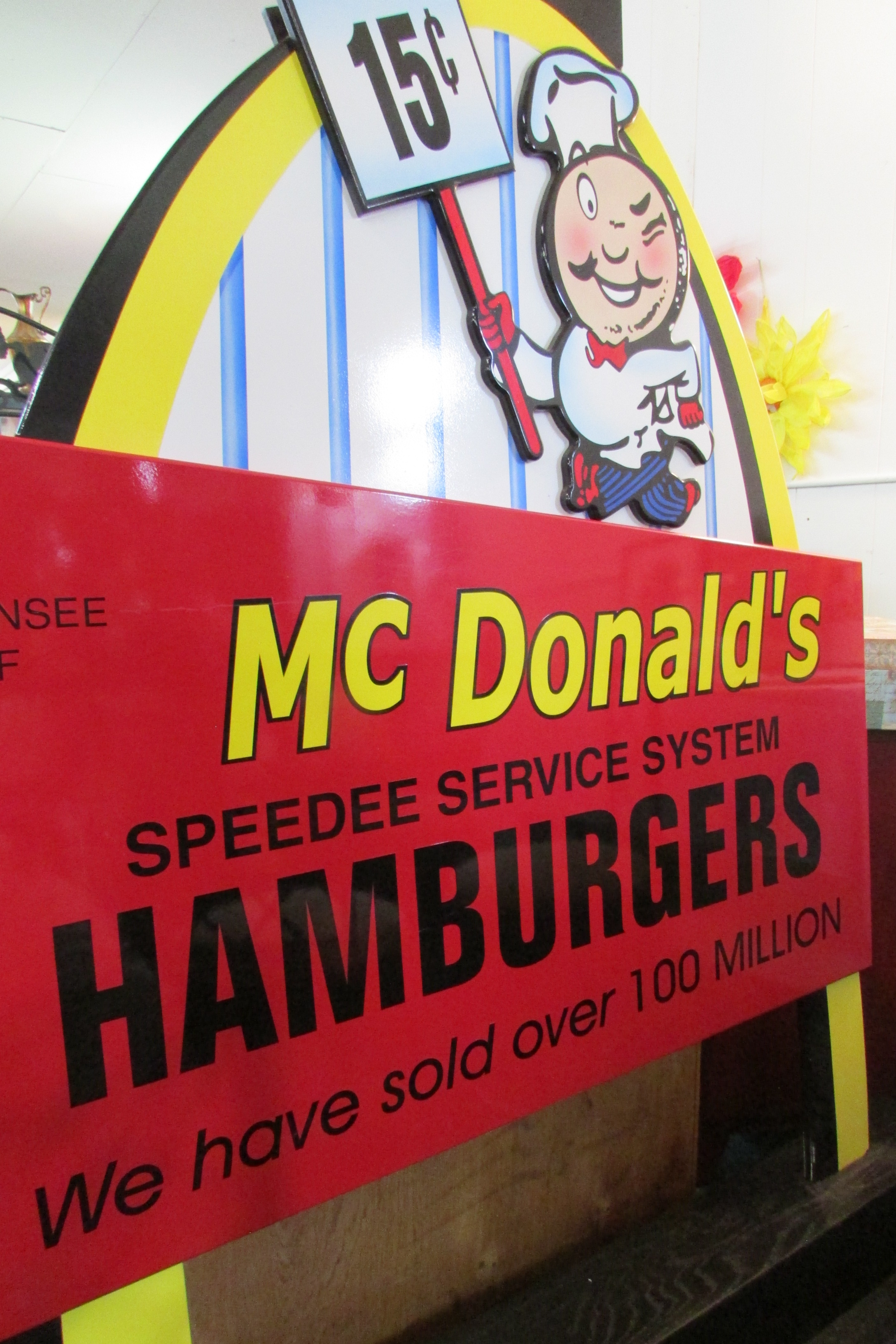
1950年代の看板におけるスピーディー

創業当初は、マクドナルド兄弟が考案したマスコットキャラクターのスピーディー（Speedee）が運用されていた。ハンバーガーのような頭にコック帽をかぶった人物としてデザインされている。日本マクドナルドは具体的な誕生年は不明で、2021年5月現在でアメリカ合衆国のマクドナルドでは通常の商品のデザインとして用いられていないとしている。
日本のマクドナルドでキャンペーンの景品などのデザインに複数用いられている。1990年代にマグカップやグラスが登場し、2020年1月に福袋の景品としてグッズが用意された。2021年に日本マクドナルド創立50周年を記念して一部の商品の容器や包装にスピーディーがデザインされた。

### その他（キャラクター）
この他にもMayor McCheeseなど、独自キャラクターを設定している地域もあり、アメリカではミックとマックという2人の少年もマスコットキャラに指定されている。日本の事例として、2009年8月 - 11月に期間限定発売された「NIPPON ALLSTARS」シリーズの宣伝キャラクターとして「Mr.ジェームス」を採用したことがあった。

## 問題

### アメリカ資本主義の象徴
マクドナルドはその事業規模と影響力の大きさから、しばしばアメリカの大量消費文化やアメリカ帝国による経済支配の象徴と考えられ、各国の民族主義派・保守派や、環境保護活動家、反グローバリズム運動家の攻撃目標になるケースが少なくない。
反米デモ活動ではケンタッキーフライドチキンやザ コカ・コーラ カンパニーと同様に店舗が襲撃される。特に湾岸戦争やイラク戦争などでアメリカが他国に侵攻する期間、中東の店舗は放火されたり破壊されたりした。イギリスでは、批判的な活動家がロンドンにある店舗を爆破し、逮捕された。
イラク戦争時にロンドン、パリ、チューリッヒなどの店舗前で反米デモが激しく、メキシコシティでは「ハンバーガー1つがアメリカ軍の銃弾1発」という言葉が生まれた。大韓民国環境団体の会員らがマクドナルドの大型看板に登り「M」字の下に「AD WAR」と書かれた垂れ幕をかけて「MAD WAR（狂った戦争）」と叫ぶデモ活動をした。
1999年5月7日にコソボ紛争の「アライド・フォース作戦」でアメリカ空軍機が駐ユーゴスラビア中華人民共和国大使館を誤爆したときは、北京市でマクドナルド10店舗を中国人が襲撃した。
ファーストフードは手軽さと高カロリーから「肥満の主犯」とされた。マクドナルドは、可能な限り材料を当事国で調達して各国文化を考慮したメニューを採用している。肉類を避けるインド人のためにベジタブルバーガーを開発した。

### 不健康
2004年には、マクドナルドに代表されるファーストフード業界の健康破壊をテーマに「1か月間、3食マクドナルドのハンバーガーだけを食べて過ごしたらどうなるか」を監督が自ら試みたドキュメンタリー映画『スーパーサイズ・ミー』が公開され、第77回アカデミー賞の長編ドキュメンタリー映画賞にノミネートされた。2011年に550超の団体が肥満抑制のためにロナルド・マクドナルドの引退を要請している。
アメリカのマクドナルド - 調理油切り替え遅れ和解金9億円支払い
マクドナルドは2002年9月に、心臓疾患などの原因と指摘された「トランス脂肪酸」を減らすため、2003年2月までにマックフライポテトなど揚げ物の調理油をショートニングから健康に配慮した新しいタイプに替えると発表した。2003年2月に実施遅れを公表したが、健康問題活動家らが消費者へ告知が不十分だったとして損害賠償などを求めてカリフォルニア州の地方裁判所に提訴した。マクドナルドは2005年2月に和解金など計約850万ドル（約9億円）を支払うことを発表した。
日本における調理油切り替え
日本はかつて調理油の一部に牛脂を用いており、2004年のBSE蔓延時に一時的に植物油100%に切り替えた。2018年現在、日本マクドナルドの公式ウェブサイトは、トランス脂肪酸なしのパーム油に牛脂をブレンド、としている。

#### 対応
マクドナルドは、メニューに食材の生産地や食物アレルギー対応 を細かく明記している。シェフでイギリス人としては初めて、かつ歴代最年少でミシュランガイド三ツ星を獲得したマルコ・ピエール・ホワイトは「商品には一貫性があり、価格に対してその品質は優れている。アイルランド産など徹底した品質管理を行なっているにもかかわらず、この事実はあまり知られていない。」と意見している。

#### 栄養の改善を要請
2011年に専門家らはマクドナルドに対して、子供を対象とした飲食品に高カロリー、高脂肪、多い砂糖、高塩分のジャンクフードの販売中止、おまけをつける販売の中止、ロナルド・マクドナルドを引退させることを要請している。

#### カリフォルニア州での例
児童肥満対策としてアメリカ・カリフォルニア州は2010年11月、「ハッピーミール」（日本では「ハッピーセット」）など高カロリーでおまけ付き子供用セットメニューの販売を禁じる条例を可決した。この条例はマクドナルドに限らず全てのファストフードショップに適用される。

#### 集団食中毒の発生
マクドナルドの衛生管理は、生産地から店舗までのプロセスごとにHACCPなどの国際規格をベースに厳格な体制が採られている 一方、食中毒の事例もある。
うち2018年には、アメリカ・ニューヨーク州などを中心に汚染されたサラダを原因とするサイクロスポーラ症による500人以上の集団食中毒が発生した。
また、2024年にはクォーターパウンダー用のタマネギが大腸菌に汚染されていた結果、これを食べた10州の49人が体調をくずし、高齢者1人が死亡した（2024年クォーターパウンダー大腸菌汚染問題）。これに伴い、マクドナルドは食中毒が起きた州でのクォーターパウンダーの提供を取りやめた。なお、CNNによると、このタマネギはクォーターパウンダー以外の製品には使われていないという。

### 訴訟多発
マクドナルドはそのイメージと著作権、商標に関する訴訟をしばしば起こす。例として100年前からあるような小さな家族経営の店にも、マクドナルドは訴訟を起こしたり、スコットランドにある「マクドナルド」という名称の個人経営のカフェに対する名称使用停止の訴訟がある。
マクドナルドは、イギリスの歴史において最も裁判期間の長い民事裁判の記録を持っている。これはしばしば「マクドナルド名誉棄損裁判」（McLibel trial）と呼ばれる。これは、ロンドン通りでマクドナルドを中傷するビラを配ったとして、マクドナルドが環境活動家2名を名誉毀損で告訴したもの。

### 労働条件訴訟
2014年3月、アメリカのニューヨーク州、カリフォルニア州、ミシガン州で、無給待機の強制、制服購入費ならびに制服洗濯費などの名目による給与からの天引きによる減額された賃金は、法令で定める最低賃金を下回る違法賃金に当たるとして、従業員から提訴された。

### フランチャイズとの対立
1995年ごろから、マクドナルドのフランチャイズ店は、マクドナルドコーポレーションに不満を抱くようになった。マクドナルドがあまりにもあちこちにフランチャイズ権を与えたので、フランチャイズ店舗同士が競合しあうようになったのである。マクドナルドはこの頃から、フランチャイズ権を与える前に市場への影響調査を行うようになった。

### イスラエルとの関係
マクドナルドがイスラエル支援企業だとしてパレスチナ支持派やムスリムにたびたび批判されている。例えば、日本国内のパレスチナ支持派のパレスチナ情報センターは、マクドナルドの元会長兼CEOのジャック・M・グリーンバーグがシカゴのアメリカン・イスラエル商工会議所の名誉会長であることや、マクドナルドがイスラエルを支援する「Jewish United Fund （ユダヤ人基金）」 及び「Jewish Federation （ユダヤ人協会）」の主要な企業パートナーであることを批判している。
2008年から2009年に行われたイスラエルのガザ紛争では、インドやマレーシアのムスリムグループによりマクドナルドを含んだ「イスラエル支援企業」に対して不買運動が呼びかけられ、マレーシアのマハティール・ビン・モハマド首相も国内のマクドナルドの社員に辞職を呼びかけた。フランスのパリでは抗議者がマクドナルド店舗の窓を破壊した。この事件でも見られるように「イスラエル支援企業」として、ザ コカ・コーラ カンパニーやスターバックス、H&Mなどもマクドナルドと同時に批判される場合が多い。

## 各地域における特徴ある事柄

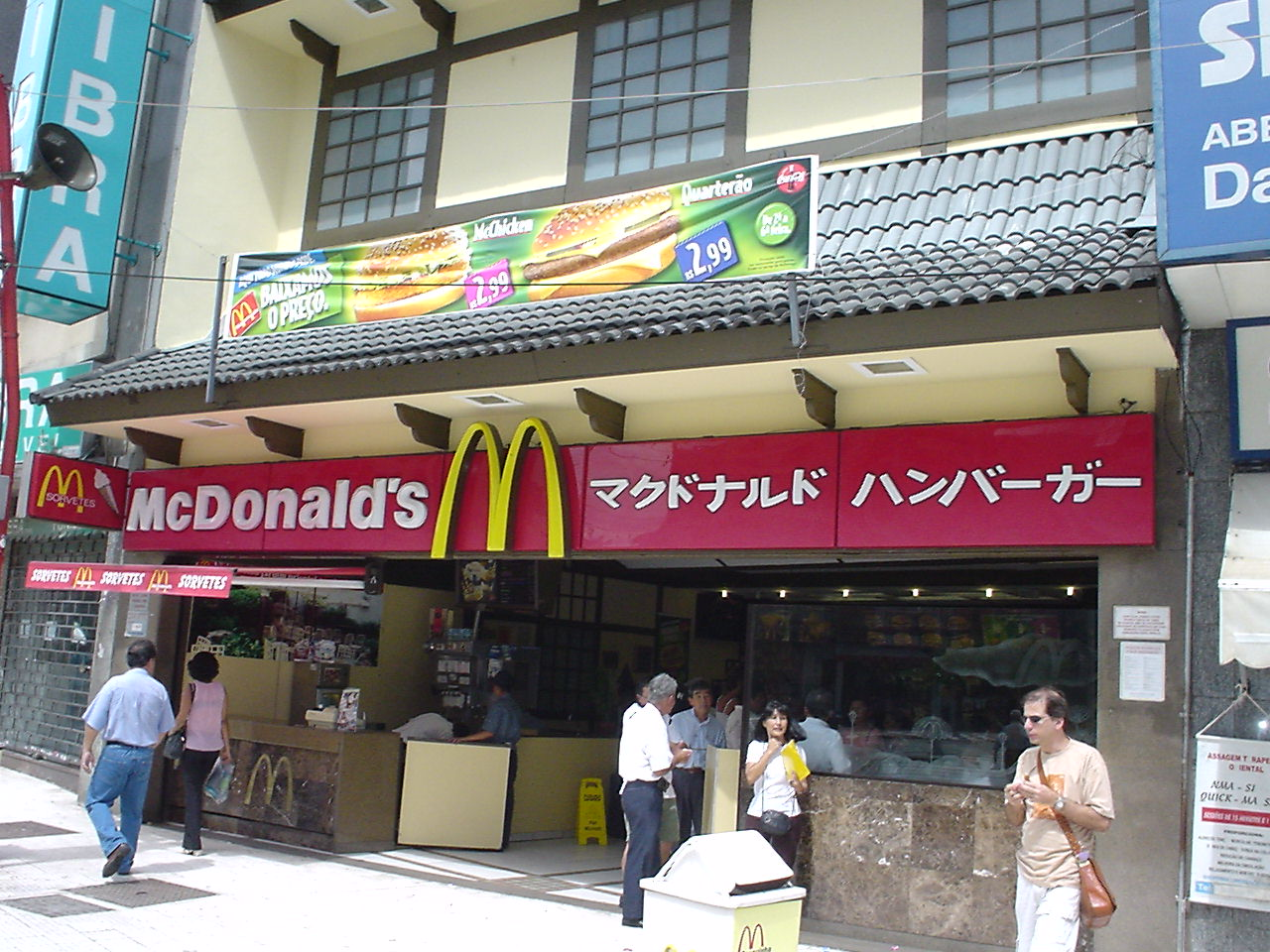
ブラジル、サンパウロ市の日本人街、リベルダージ内のマクドナルド。書体が日本のものと違う。

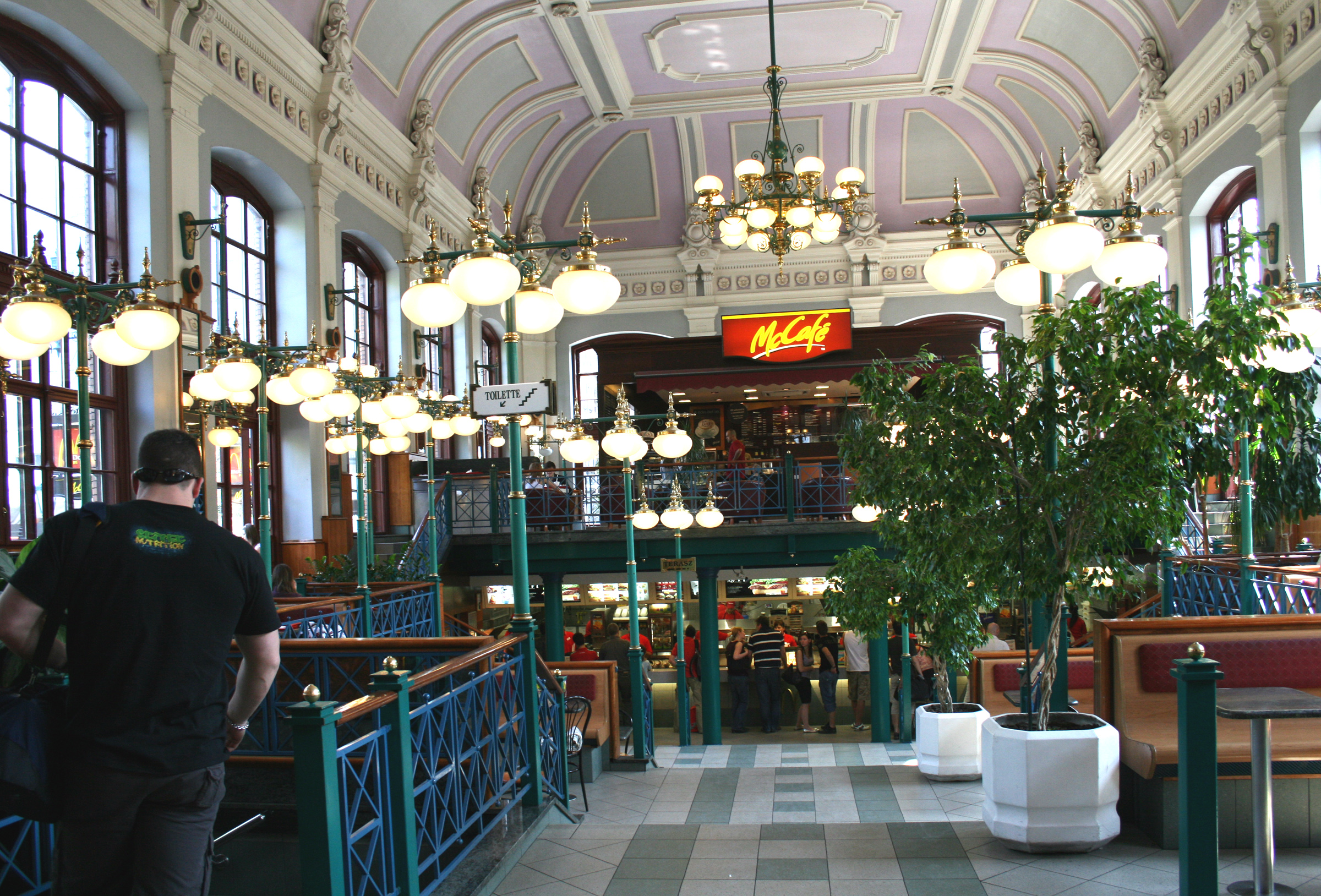
ハンガリーのブダペスト西駅にあるマクドナルド

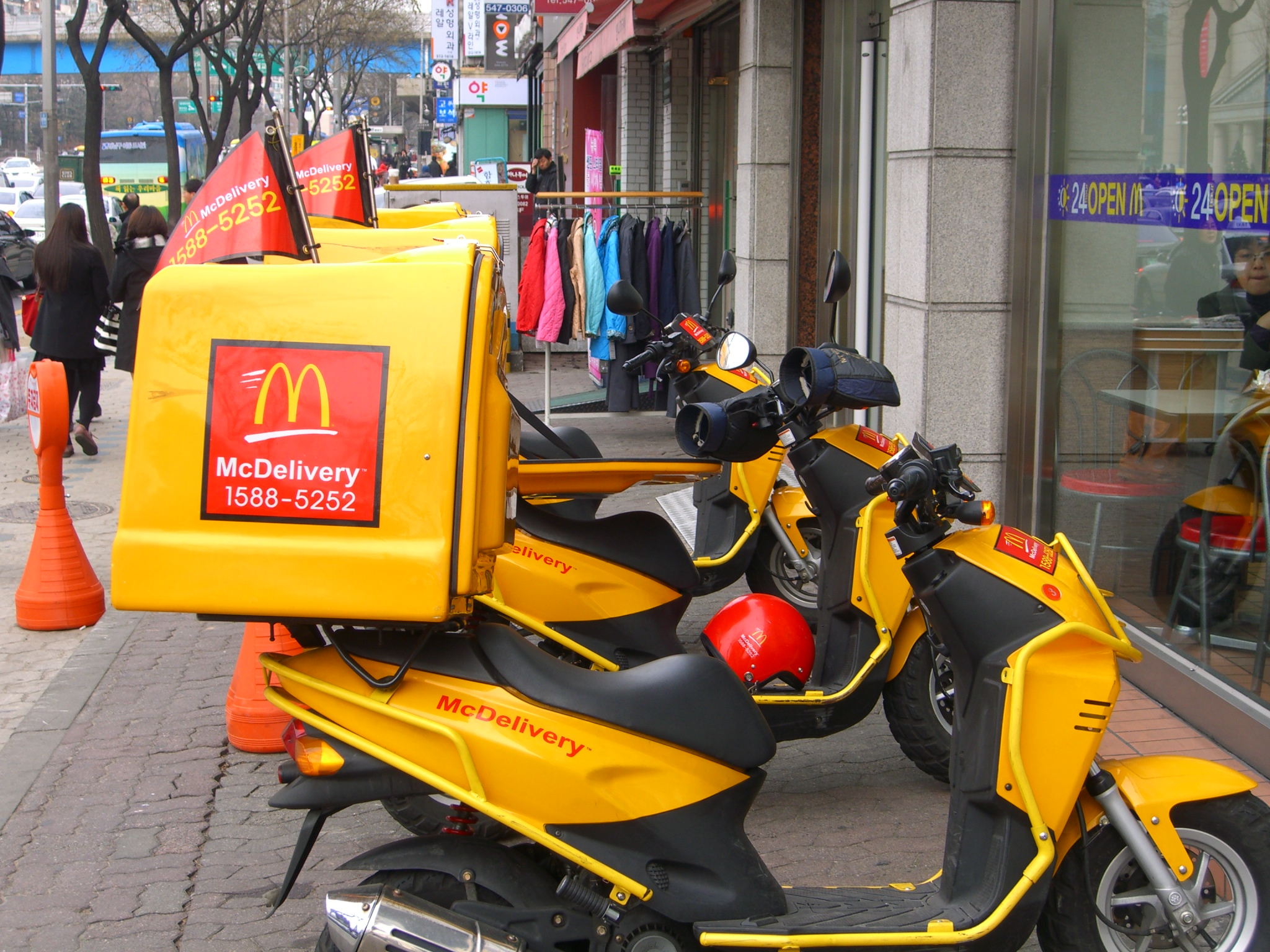
韓国の宅配サービス用バイク

- ベルギーやスペインなど、ビールを取り扱っている地域もある[49]。スペインではセットメニューのドリンクにてビールを追加料金なしで選ぶことが出来る。
- ドイツのマクドナルドは主要駅から降りてすぐ、といったところに組み込まれて設置されていることが多い。値段が高額なためか、集客率は高くない。これはマクドナルドよりも安価なケバブが普及していることなど、移民の解放に伴い外食産業の幅が非常に広くなったためである。
- ハンガリーのブダペスト西駅舎内にあるマクドナルドは高級感にあふれ、一般的に日本人のイメージするマクドナルド店舗のイメージからかけ離れている。そのため、「世界一美しいマクドナルド」などとも形容されることがある。値段はハンガリーのレストランと変わらないくらい高額になる場合がある。
- オランダでは独自のハンバーガーのクロケットバーガーやサテバーガー（ピーナッツソース）がある。ポテトはマヨネーズつきで、スイーツはオランダのリンゴケーキ、アペルタルトと、オランダの有名コーヒー会社のアラビカ100%のこだわりコーヒーであり、オランダの食文化と旧植民地のインドネシアの食文化が融合していて水準は日本と比べ物にならない。シーザーサラダも注文できるが値段は近辺のレストランと同等かそれ以上になる可能性がある。
- ソビエト連邦の崩壊後のロシアでは、ロシアのウクライナ侵攻前までマクドナルドがタコベルなどに比べて人気があった。サンクトペテルブルクの地下鉄近くのマクドナルドのテーブルに、爆弾が仕掛けられたテロが発生している[79]。
- インドでは、ヒンドゥー教の教義で牛肉、食習慣上の理由で豚肉が一般的に使用出来ない為、鶏肉が主なメニューの材料である。特に「チキン・マハラジャ・バーガー」は有名である[49]。
- イスラム国家においては、イスラム教におけるハラール認証を受けている。当然のことながら、豚類の提供やアルコール類を使った調理は一切ないが、代替メニューが充実している。
- インドネシアではご飯とフライドチキンのセットが存在する。これはハンバーガーセットが高額であるのと、安価な鶏肉が人気であるためである。
- イスラエルでは、ユダヤ教の教義によりチーズバーガーがカシュルートと認められていないため、同国内ではカシュルートに則った店舗と、そうでない店舗が存在する。
- 「てりやきマックバーガー」は日本マクドナルドで開発された商品で、本家アメリカ合衆国には無いメニューである。当初期間限定メニューとして販売されたが、人気が出たためレギュラーメニューとなり、香港やタイ王国で「サムライポークバーガー」「将軍バーガー」の名称で販売された[49]。
- 菜食主義者向けに「ベジ・バーガー」が準備されている国もある[49]。
- かつて日本で、米を使用した中華・洋風メニューの「マックチャオ」「エビチャオ」「ハンバーグチャオ」「カツチャオ」や、「お昼のカツカレー」「ビーフカレー」「チキンカレー」などカレーメニューが1991年・1992年に発売された[80]。
- 日本およびタイ王国では、オートバイによる宅配サービス（マック・デリバリー）もある。
- デンマークの従業員の最低賃金は、2014年時点で18歳超で時給21ドル、18歳未満で時給15ドル[81]。
- 「日本のマクドナルドが、世界で最もサービスが良い」と、ウォール・ストリート・ジャーナルが評価している。その理由は「仕事中に、ため息を吐くスタッフはいないし、従業員同士の長々としたおしゃべりもない」と報じている[82]。しかし、このような従業員の極端なマニュアル対応は日本以外ではほぼ存在せず、日本以外のマクドナルドが安価には楽しめない外食と位置付けられているなどの環境の違いからきている。McDonald's公式サイトにあるリンクから世界各国のマクドナルド公式サイトを辿ることで、様々なサービスの違いが確認できる。
- 本社のあるアメリカ合衆国が経済制裁の対象としているキューバには、アメリカが永久租借しているグァンタナモ米軍基地内の店舗を除いて出店していない。

## スポーツ大会の関係
マクドナルドは、1976年以降近代オリンピックのスポンサー企業を務め、最高位スポンサーシップである「TOPパートナー」での協賛を続けていた。
選手村の食堂にも進出し、「世界のどこであろうと同じ物を食べられるのが長所」と称している。札幌オリンピックでは、女子スケートのジャネット・リンがホームシックになり「それならアメリカの味を」と、飛行機でハンバーガーを届けている。
2017年6月、2020年までの契約を3年前倒しTOPから撤退すると発表した。2018年平昌オリンピックは韓国国内のスポンサー契約のみ継続した。

### 担当した主な大会
- FIFAワールドカップ（オフィシャルレストラン）
- UEFA EURO（オフィシャルスポンサー、2016年大会まで）

## その他
マクドナルドのハンバーガーチェーンは世界展開したことで世界で広く認知されるようになり、マイクロソフト社製品やアップル社のiPhoneやGoogle社製品などの製品・サービスと並んで『アメリカニゼーションの代表格』と世界各地で見なされることも多い。イスラーム圏などでは「アメリカ憎し」の感情が強いので、ややもするとマクドナルドも憎悪の対象ともなりがちで、「マクドナルドの店舗が（意図的に）襲撃された」というような事件も時折起きる。
「ビッグマック」の、ある国における価格は、その国の経済力を良く示す、と見抜いた学者がおり、それを指標と使う場合は「ビッグマック指数」という。
マクドナルドでは、ハンバーガーを「ハンバーガー」ではなく「サンドイッチ（Sandwich）」と呼ぶ。日本は株主優待券などにサンドイッチと表記してテレビCMや店舗看板などで「ハンバーガー」と表記したが、近年は多くで「 McDonald's」または「」と表記している。

### 主な従業員、アルバイト経験者
- カマラ・ハリスおよびダグ・エムホフ - アメリカ合衆国副大統領およびアメリカ合衆国のセカンドレディ・セカンドジェントルマン[84]